# 1988
Het jaar 1988 is een jaartal volgens de christelijke jaartelling.

## Gebeurtenissen
januari
- 1 - In Nederland treedt de nieuwe Mediawet in werking. In deze wet is onder meer bepaald dat de regionale omroepen die daarvoor nog onderdeeltjes zijn van de NOS zelfstandig verdergaan. Verder is vanaf 1 januari het Facilitair Bedrijf van de NOS verzelfstandigd als Nederlands Omroepproductie Bedrijf. Ten slotte begint ook het Commissariaat voor de Media met zijn werkzaamheden.
- 1 - Dertig jaar na de kernramp in Windscale (nu Sellafield) in 1957, worden de geheime documenten openbaar gemaakt waarna duidelijk wordt dat de ernst ervan bewust verzwegen werd.
- 2 - Het Nederlandse televisieprogramma De Eerste de Beste met Walter Tiemessen en Tom Blom zendt de eerste rechtstreekse domino-uitzending uit. Er wordt voor de tweede keer een Nederlands domino-record gehaald, nu met 1.382.101 omgevallen dominostenen.
- 22 - Er vallen zes doden bij de Parijs-Dakar rally, onder wie de Nederlander Kees van Loevezijn van het DAF-vrachtwagenteam.
- 24 - Steffi Graf wint haar eerste Australian Open. In de finale in Melbourne verslaat de West-Duitse tennisspeelster haar Amerikaanse collega Chris Evert-Lloyd: 6-1 en 7-6.
- 29 - In heel Nederland raakt het telefoonverkeer ontregeld, waarschijnlijk doordat een paar miljoen mensen tegelijk probeert te bellen naar de tv-studio waar de jury van de Soundmixshow zich bevindt.

februari
- 10 - In Bophuthatswana slaan Zuid-Afrikaanse troepen een militaire staatsgreep neer. Zuid-Afrika, dat het gebied sinds 1977 een door geen enkel land erkende onafhankelijkheid opdrong, zet Lucas Mangope weer in zijn functie als president.
- 20 - Begin van de oorlog om Nagorno-Karabach.
- 28 - Bij de Olympische Winterspelen te Calgary (Canada) wint schaatsster Yvonne van Gennip goud op de 5000 meter. Daarmee komt haar totaal op drie gouden medailles tijdens deze spelen.
- 29 -Presentatie van de nieuwe Fokker 100 aan Swissair, de eerste maatschappij die met het vliegtuig gaat vliegen.

maart
- 26 - Opening van Museumkelder Derlon in Maastricht.

april
- 4 - De televisiezender Nederland 3 begint met reguliere uitzendingen. Het commerciële radiostation Radio 10 start haar uitzendingen en is via een U-bocht constructie in Nederland te beluisteren.
- 6 - De politie arresteert Ferdi Elsas, de moordenaar van Ahold-topman Gerrit Jan Heijn en vindt op zijn aanwijzingen het stoffelijk overschot van Heijn in de bossen bij Renkum
- 12 - Het Amerikaanse patentbureau verleent patent op een muis die met genetische technologie is gemanipuleerd.
- 14 - Einde van de Sovjet-bezetting van Afghanistan.
- 16 - Het Israëlische commando Sayeret Matkal vermoordt in Tunis de 53-jarige leider en vicepresident van de PLO Khalil Al-Wazir, beter bekend als Abu Jihad.
- 23 - Jelle Nijdam wint de 23ste editie van Nederlands enige wielerklassieker, de Amstel Gold Race.
- 28 - Aloha Airlines-vlucht 243 raakt in de lucht zwaar beschadigd doordat een deel van het dak eraf vliegt door explosieve decompressie. Een stewardess wordt door het plotselinge drukverschil uit het vliegtuig gezogen en overlijdt. Ondanks de enorme schade weet de piloot het toestel nog aan de grond te krijgen.
- 29 - De Boeing 747-400 maakt zijn eerste testvlucht.

mei
- 1 - De maximumsnelheid op de Nederlandse autosnelweg wordt verhoogd van 100 km/h naar 120 km/h.
- 9 - In België komt na een recordformatieperiode van 188 dagen de regering-Martens VIII tot stand. Zij steunt op de christendemocraten van Wilfried Martens en de socialisten van Guy Spitaels.
- 11 - Piet den Boer scoort voor KV Mechelen het enige doelpunt in Straatsburg tijdens de finale tegen het Nederlandse Ajax om de Europa Cup voor Bekerwinnaars
- 13 - De Amerikaanse trompettist Chet Baker valt uit het raam van zijn hotel aan de Prins Hendrikkade in Amsterdam, vermoedelijk onder invloed van drugs. Hij is op slag dood.
- 25 - PSV wint in Stuttgart de Europacup voor Landskampioenen door het Portugese Benfica te verslaan na strafschoppen.
- 27 - Het tweede deel van de Flevolijn wordt officieel geopend: Almere Buiten-Lelystad Centrum.

juni
- 1 - Op Corsica wordt een bestand van kracht.
- 1 - voetbalclub KRC Genk wordt opgericht uit een fusie van Thor Waterschei en FC Winterslag.
- 8 - Bij archeologische opgravingen in de Sint-Servaasbasiliek in Maastricht wordt het graf gevonden van proost Humbertus.
- 11 en 12 - Jan Lammers wint met Jaguar de 24 uur van Le Mans.
- 21 - Het Nederlandse voetbalelftal verslaat in Hamburg het Duitse met 2-1 in de beladen halve finale van het EK voetbal.
- 25 - Nederland wint in München het EK voetbal door in de finale de Sovjet-Unie met 2-0 te verslaan. Doelpuntenmakers zijn aanvoerder Ruud Gullit en topscorer Marco van Basten.

juli
- 3 - De VS schieten een Iraans burgervliegtuig vlucht Iran Air 655 neer, waarbij alle 290 inzittenden omkomen.
- 6 - In de Noordzee wordt het olieproductieplatform Piper Alpha getroffen door een reeks explosies, die een zware brand veroorzaken. Als een rode fakkel rijst het platform uit zee op met daarboven dikke rookwolken. Van de 232 mensen, die op het platform aanwezig zijn, worden er slechts 73 gered. Er zijn veel doden en zwaargewonden. Een Amerikaans specialist wordt ingehuurd om deze brand te blussen. Het lukt Red Adair pas na ruim drie weken.
- 19 - Begin van de massa-executie van politieke gevangenen in Iran op bevel van Ayatollah Khomeini.
- 6 - Carlos Salinas wint op frauduleuze wijze de presidentsverkiezingen in Mexico van de linkse kandidaat Cuauhtémoc Cárdenas Solórzano.
- 6 - Na 88 jaar wordt het veer van Anna Jacobapolder naar Zijpe uit de vaart genomen. Door de opening van de Philipsdam is het overbodig geworden.
- 24 - De Spaanse wielrenner Pedro Delgado wint de 75ste editie van de Ronde van Frankrijk.

augustus
- 8 - Een massademonstratie in Rangoon voor democratie in Birma loopt uit op een bloedbad als het leger het vuur opent op de demonstranten. Naar schatting drieduizend mensen vinden de dood.
- 10 - Matt Biondi scherpt bij de Olympische Spelen in Seoel zijn eigen wereldrecord op de 100 meter vrije slag aan tot 48,42. Het oude record (48,74) stond sinds 24 juni 1986 op naam van de Amerikaanse zwemmer.
- 15 - Onthulling van het Indisch Monument (Den Haag) in Den Haag door koningin Beatrix.
- 16 - Twee overvallers van een bank in het Duitse Gladbeck nemen tijdens hun vlucht diverse mensen in gijzeling. Het drama eindigt op 18 augustus wanneer de politie ingrijpt. Drie mensen komen om het leven.
- 17 - President Zia ul-Haq van Pakistan komt bij een vliegtuigongeluk om het leven. Een aanslag wordt niet uitgesloten.
- 25 - Een enorme brand verwoest een deel van de historische binnenstad van Lissabon.
- 28 - Een vliegtuigongeluk op Ramstein Air Base tijdens een luchtshow kost aan 67 mensen het leven.
- 29 - In de paspoortaffaire concludeert de parlementaire enquêtecommissie dat het Nederlandse Ministerie van Buitenlandse Zaken zelf de meeste schuld heeft aan het mislukken van het dure niet-fraudegevoelige paspoort. Staatssecretaris van Buitenlandse Zaken René van der Linden en minister van Defensie Wim van Eekelen treden af na het vernietigende rapport.

september
- 3 - In een loods aan de Sumatrakade te Amsterdam vindt de eerste Nederlandse illegale rave party plaats.
- 12 - Mats Wilander lost Ivan Lendl na 157 weken af als nummer één op de wereldranglijst der tennisprofessionals.
- 14 - Op Rijksweg A7 wordt de laatste otter in Nederland doodgereden.
- 21 - bij de  Olympische Zomerspelen 1988 in Seoel wint de Surinaamse zwemmer Anthony Nesty de gouden medaille op de 100 meter vlinderslag. Zijn  tijd, 53,00, betekent een nieuw olympisch record.
- 29 - Lancering van de Spaceshuttle Discovery (STS-26), de eerste Spaceshuttle vlucht sinds de ramp met de Challenger
- september - Houseparty's en de partydrug XTC doen hun intree in de grote steden.

oktober
- 9 - In België zijn er gemeenteraadsverkiezingen.
- 23 - Niels Stensen wordt zalig verklaard door paus Johannes Paulus II.
- oktober - In België brengt de Zaak-Bistel aan het licht, dat onbevoegden gemakkelijk toegang hadden tot de computers van de eerste minister en anderen in de Wetstraat.

november
- 8 - George Bush sr. verslaat zijn Democratische tegenkandidaat Michael Dukakis bij de Amerikaanse presidentsverkiezingen.
- 15 - De Palestijnse Bevrijdingsorganisatie roept de onafhankelijke staat Palestina uit, met Yasser Arafat als president.
- 17 - De Nederlander Piet Beertema wordt als eerste buiten de USA aangesloten op het National Science Foundation Network, de voorloper van het internet.
- 17 - Benazir Bhutto wint bij de algemene verkiezingen in Pakistan het grootste aantal zetels en wordt premier.
- 22 - Als laatste Europese land brengt Nederland MDMA (XTC) onder de Opiumwet.
- 22 - In de Biesbosch worden bevers uitgezet afkomstig uit het Elbegebied. Het zijn de eerste bevers in Nederland sinds de soort in de 19e eeuw hier uitstierf.
- 24 - De publicatie in de Leeuwarder Courant van een artikel over de zwakzinnige Jolanda Venema met een foto waarop zij te zien is naakt aan de muur gekluisterd, veroorzaakt een schok in Nederland en vestigt de aandacht op misstanden in de psychiatrische verpleging.

december
- 1 - Eerste Wereldaidsdag
- 7 - Armenië wordt getroffen door een zeer zware aardbeving met een kracht van 6,9 op de schaal van Richter. Er vallen minstens 25.000 doden.
- 9 - Begin van de Intifada: Verzet tegen Israël in de bezette gebieden, militaire reactie vanuit Israël.
- 9 - De Franse kosmonaut Jean-Loup Chrétien maakt een ruimtewandeling als eerste niet-Rus of -Amerikaan.
- 19 - Begin van de Bolderkar-affaire, een justitiële dwaling in Nederland: in december worden 14 van de 50 kleuters bij het Vlaardingse medisch kinderdagverblijf De Bolderkar uit huis geplaatst wegens (vermeend) seksueel misbruik (lees: incest). Doordat de bewijsvoering was gebaseerd op een onjuist gebruik van 'anatomisch correcte' poppen, gaan alle verdachten vrijuit.
- 21 - 270 mensen komen om als Pan Am vlucht 103 explodeert en neerstort bij Lockerbie (Schotland)

zonder datum
- (Ook in 1989) In België vindt de derde grondwetswijziging plaats. Het Brussels Hoofdstedelijk Gewest krijgt een Raad en een Regering. De gemeenschappen krijgen meer bevoegdheden waaronder onderwijs. De gewesten krijgen onder andere vervoer en openbare werken.
- De Hogeschool van Utrecht wordt opgericht.
- De Rooms-Katholieke Kerk geeft aan een aantal wetenschappers toestemming om een vezel uit de Lijkwade van Turijn te halen voor wetenschappelijk onderzoek.
- In Nederland wordt het houden van kistkalveren verboden.
- Radicale Moslimgroep Al Qaida wordt opgericht door Osama Bin Laden.
- Het Nederlands bedrijf BeaNet wordt opgericht door De Nederlandsche Bank en enkele van de grotere banken (onder andere de Postbank en Rabobank) ten behoeve van het coördineren van het elektronisch betalingsverkeer van de pinbetalingen.

## Muziek

### Klassieke muziek

#### Premières
- 21 februari: Axel Borup-Jørgensen: Nachtstück
- 11 maart: William Bolcom: Capriccio
- 19 april: Vagn Holmboe: Strijkkwartet nr. 19
- 19 mei: Magnus Lindberg: Twine
- 21 mei: Brenton Broadstock: Symfonie nr. 1
- 2 augustus: Leonardo Balada: Reflejos onder de werktitel Music for strings and flute
- 19 augustus: Uuno Klami:  Wervelingen, akte 1
- 27 augustus : Frank Bridge: There is a willow grows aslant a brook in een bewerking van Benjamin Britten voor altviool en piano
- 18 september: Vagn Holmboe: Strijkkwartet nr. 20
- 28 september: Vagn Holmboe: Strijkkwartet nr. 18
- 26 oktober: Kalevi Aho: Insectensymfonie (nr. 7)
- 29 oktober: John Adams: Fearful symmetries
- 22 november: Erkki-Sven Tüür: Symfonie nr. 2

### Popmuziek
Bestverkochte singles in Nederland:
1. Womack & Womack - Teardrops
2. Bill Medley & Jennifer Warnes - (I've had) The time of my life
3. Glenn Medeiros - Nothing's Gonna Change My Love for You
4. Eddy Grant - Gimme hope Jo'anna
5. Salt-n-Pepa - Push it
6. Yazz & the Plastic Population - The only way is up
7. Toto - Stop loving you
8. The Pasadenas - Tribute (right on)
9. Eric Clapton - Wonderful tonight
10. Sam Brown - Stop!

Bestverkochte albums in Nederland:
1. Fleetwood Mac - Tango in the night
2. Toto - The seventh one
3. U2 - Rattle and hum
4. Dire Straits - Money for nothing
5. Tracy Chapman - Tracy Chapman
6. Sting - ...Nothing like the sun
7. INXS / Wet Wet Wet / Robert Cray - 3x Gold
8. Dire Straits - Brothers in arms
9. Terence Trent D'Arby - Introducing the hardline according to Terence Trent D'Arby
10. Soundtrack - Dirty Dancing

## Beeldende kunst

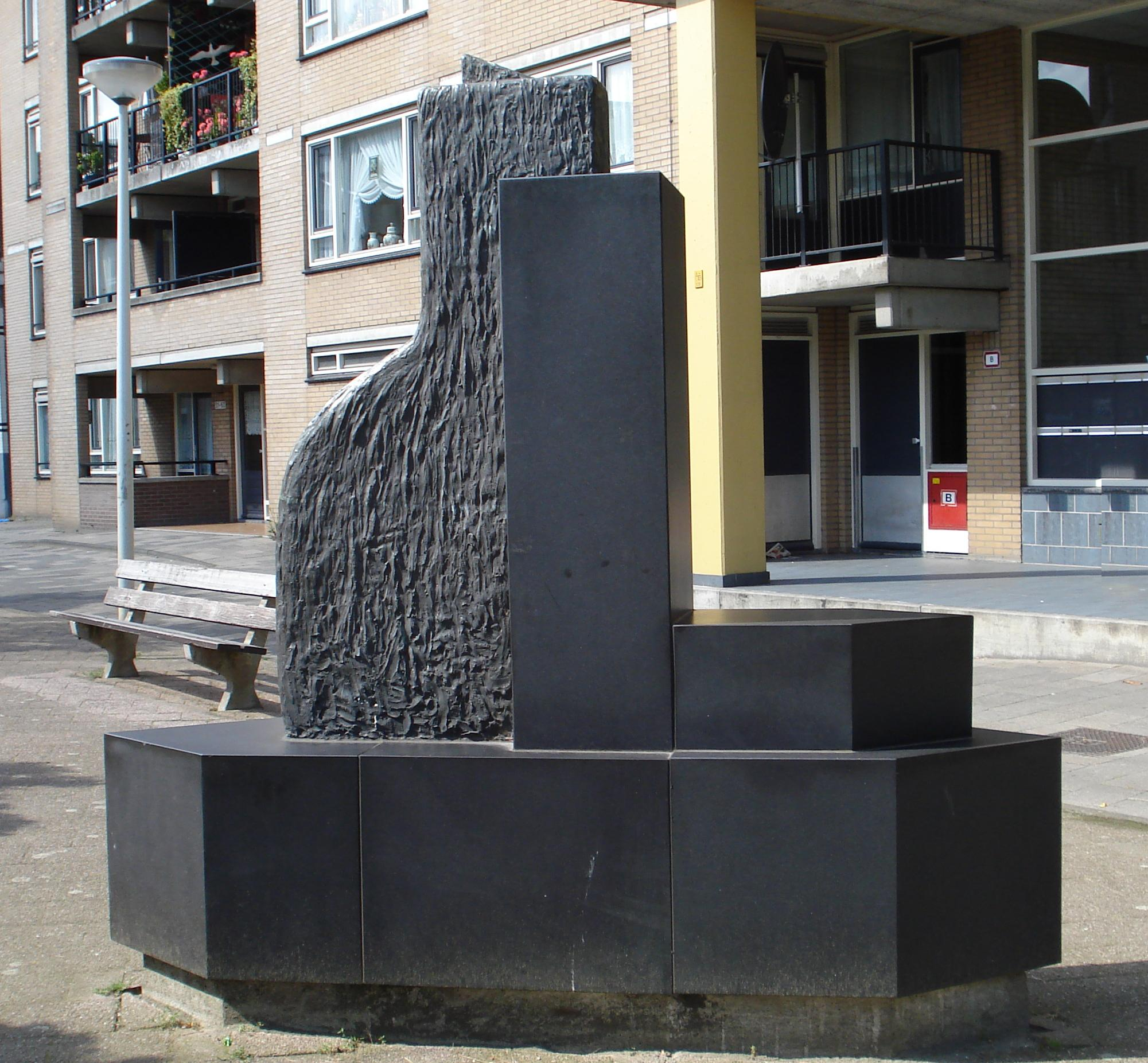
zonder titel (1988) Sigurdur Gudmundsson, Kralingen-Crooswijk, Rotterdam

## Bouwkunst

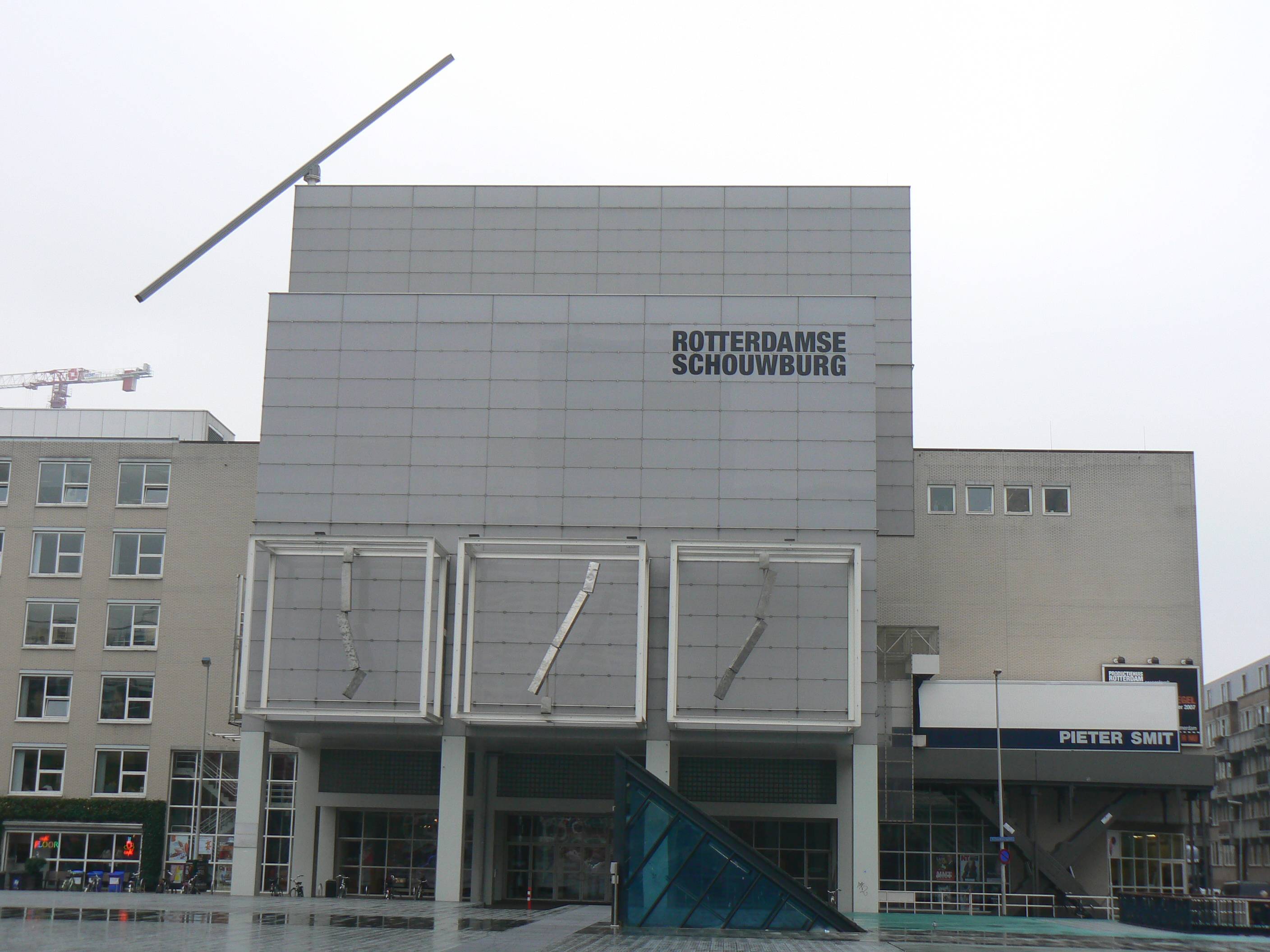
Rotterdamse Schouwburg (geopend 1988), Wim Quist

## Geboren

### Januari

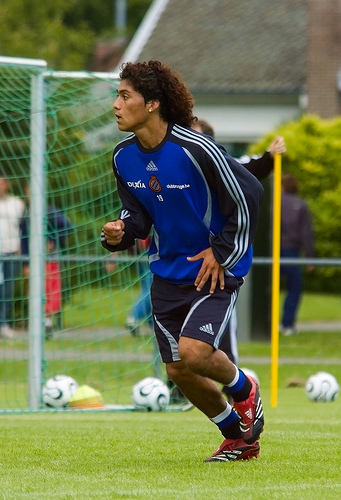
Peruviaans voetballer Daniel Chávez
geboren op 8 januari

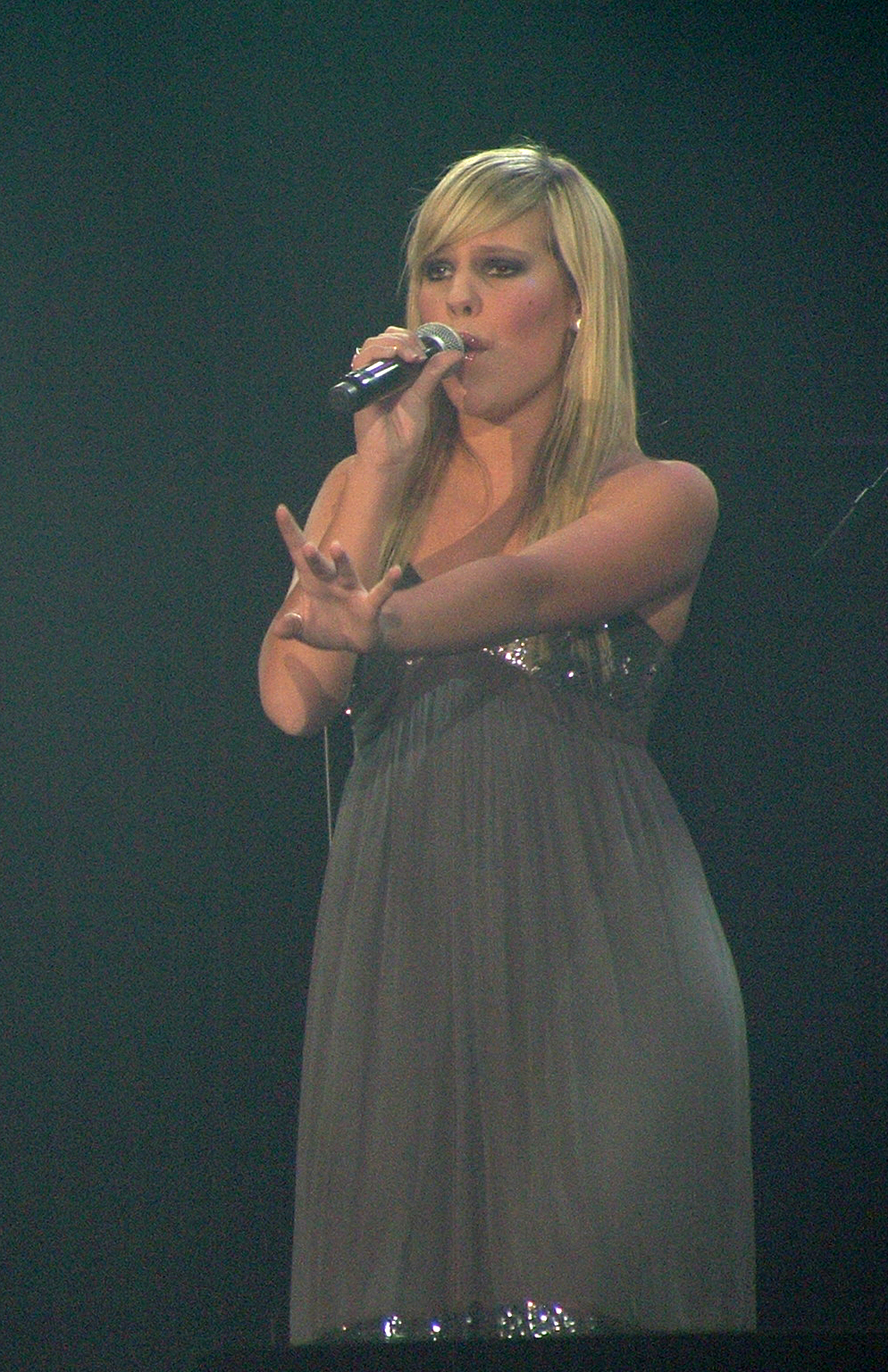
Belgisch actrice Eline De Munck
geboren op 22 januari

- 1 - Kenrick Monk, Australisch zwemmer
- 2 - Ruth Bosibori, Keniaans atlete
- 2 - Tess Milne, Nederlands televisiepresentatrice
- 2 - Yusuke Suzuki, Japans atleet
- 2 - Eric Willett, Amerikaans snowboarder
- 3 - Jonny Evans, Noord-Iers voetballer
- 3 - Joseph Gitau, Keniaans atleet
- 3 - Arda Kardeşler, Turks voetbalscheidsrechter
- 4 - Justine Desondre, Belgisch atlete
- 4 - Michail Gratsjov, Russisch autocoureur
- 4 - Maksim Pasjajev, Oekraïens voetballer (overleden 2008)
- 4 - Toto Tamuz, Israëlisch-Nigeriaans voetballer
- 5 - Alexandra Engen, Zweeds mountainbikester
- 5 - Nikola Kalinić, Kroatisch voetballer
- 5 - Baba Diawara, Senegalees voetballer
- 6 - Marly van der Velden, Nederlands actrice
- 7 - Haley Bennett, Amerikaans actrice en zangeres
- 7 - Alessandro Fabian, Italiaans triatleet
- 7 - Hardwell, Nederlands dj
- 8 - Daniel Chávez, Peruviaans voetballer
- 8 - Jirès Kembo Ekoko, Frans voetballer
- 8 - Marius Kranendonk, Nederlands atleet
- 8 - Adrián López, Spaans voetballer
- 8 - Michael Mancienne, Engels voetballer
- 8 - Lasse Nielsen, Deens voetballer
- 8 - Jasper Vermeerbergen, Belgisch voetballer
- 8 - Tobias Waisapy, Nederlands voetballer
- 9 - Marc Crosas, Spaans voetballer
- 9 - Michael Lumb, Deens voetballer
- 10 - Leonard Patrick Komon, Keniaans atleet
- 10 - Marvin Martin, Frans voetballer
- 11 - Oliver Oakes, Brits autocoureur
- 11 - Josh Schneider, Amerikaans zwemmer
- 12 - Douglas Franco Teixeira, Braziliaans voetballer
- 13 - Tatev Abrahamyan, Armeens-Amerikaans schaakster
- 13 - Daniela Dodean, Roemeens tafeltennisster
- 13 - Jonathan Midol, Frans freestyleskiër
- 13 - Tomás Rincón, Venezolaans voetballer
- 13 - Maren Stoffels, Nederlands kinderboekenschrijfster
- 14 - Farshad Bashir, Nederlands politicus
- 14 - Ruben Bemelmans, Belgisch tennisser
- 14 - Ksenia Oestalova, Russisch atlete
- 15 - Róbert Gavenda, Slowaaks veldrijder
- 16 - Nicklas Bendtner, Deens voetballer
- 17 - Héctor Moreno, Mexicaans voetballer
- 18 - Angelique Kerber, Duits tennisster
- 18 - Mustafa Korkmaz, Nederlands rolstoelbasketballer
- 18 - Boy van Poppel, Nederlands wielrenner
- 18 - Amelie Rosseneu, Belgisch judoka
- 19 - Aleksandrs Cauņa, Lets voetballer
- 19 - Gergő Kis, Hongaars zwemmer
- 19 - Christopher Lima da Costa, Gabonees/Santomees atleet
- 19 - Stef Wijlaars, Nederlands voetballer
- 20 - Eugene Godsoe, Amerikaans zwemmer
- 20 - Callum MacLeod, Brits autocoureur
- 20 - Pasquale di Sabatino, Italiaans autocoureur
- 21 - Ashton Eaton, Amerikaans atleet
- 22 - Eline De Munck, Belgisch actrice
- 22 - Marcel Schmelzer, Duits voetballer
- 22 - Joeri Verlinden, Nederlands zwemmer
- 24 - Nina Curtis, Australisch zeilster
- 24 - John-John Dohmen, Belgisch hockeyer
- 24 - Jade Ewen, Brits zangeres en actrice
- 24 - Selina Jörg, Duits snowboardster
- 24 - Dorlan Pabón, Colombiaans voetballer
- 25 - Tatiana Golovin, Frans tennisster
- 26 - Faith Bruyning, Nederlands politica (NSC)
- 26 - Dimitrios Chondrokoukis, Grieks-Cypriotisch atleet
- 26 - Kees van Nieuwkerk, Nederlands filmregisseur en columnist
- 27 - Kerlon Moura Souza, Braziliaans voetballer
- 27 - Domien Verschuuren, Nederlands diskjockey
- 28 - AKA (Kiernan Forbes), Zuid-Afrikaans rapper (overleden 2023)
- 29 - Denys Boyko, Oekraïens voetballer
- 29 - Halil Çolak, Nederlands voetballer
- 29 - Tatjana Tsjernova, Russisch atlete
- 30 - Keshia Baker, Amerikaans atlete
- 31 - Bernard Koech, Keniaans atleet
- 31 - Gert Trasha, Albanees gewichtheffer

### Februari

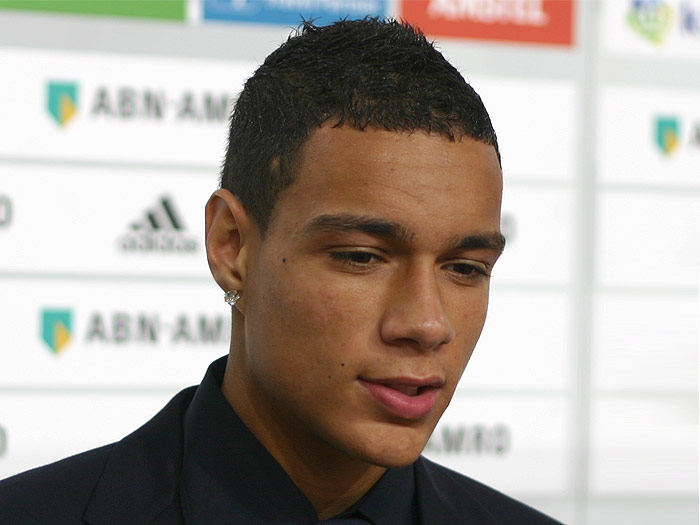
Nederlands voetballer Gregory van der Wiel
geboren op 3 februari

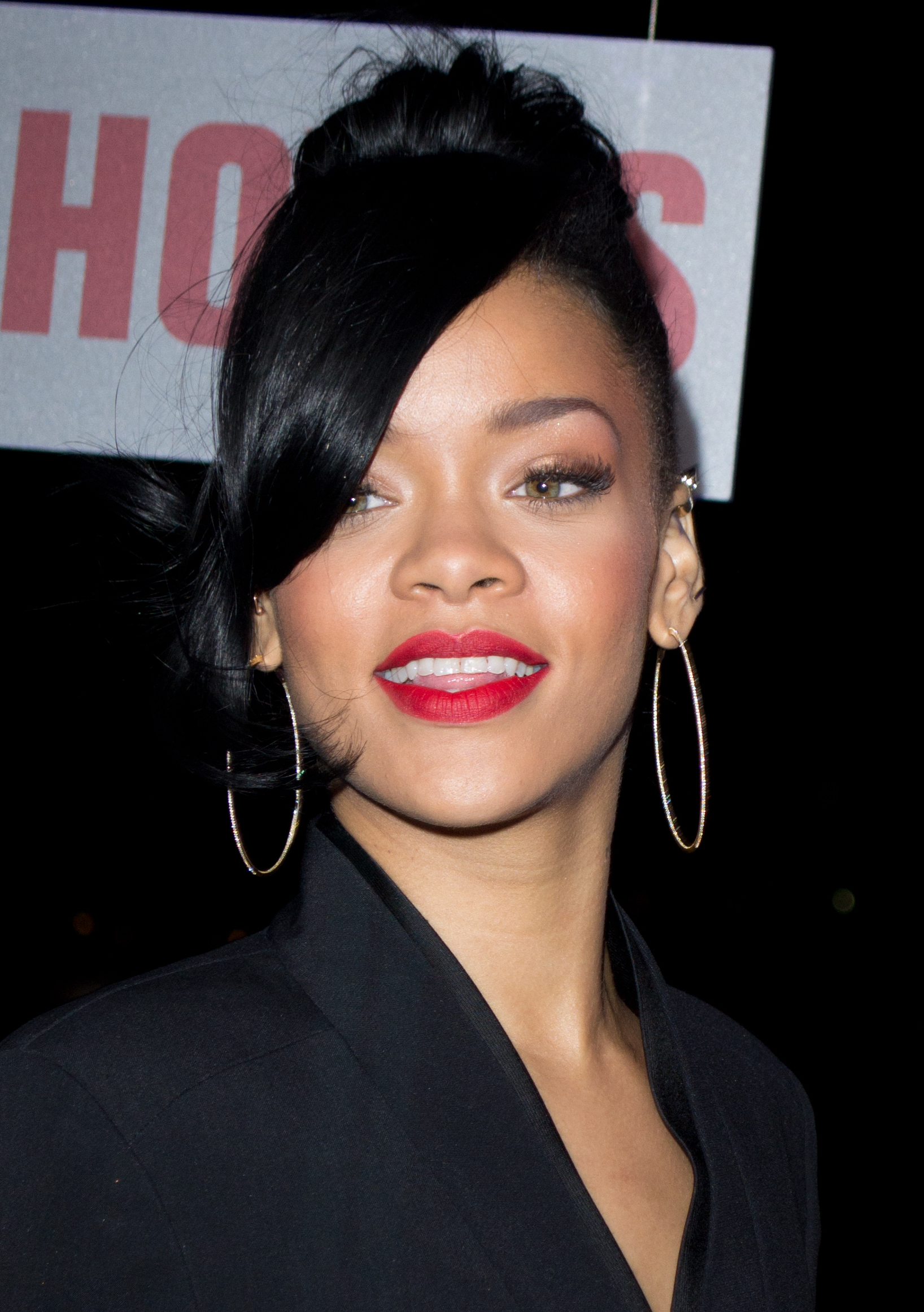
Barbadiaans zangeres Rihanna
geboren op 20 februari

- 2 - Spencer O'Brien, Canadees snowboardster
- 2 - Marco Fabbri, Italiaans kunstschaatser
- 2 - Kiki Schippers, Nederlands cabaretière en columniste
- 3 - Kamil Glik, Pools voetballer
- 3 - Jana Martynova, Russisch zwemster
- 3 - Gregory van der Wiel, Nederlands voetballer
- 4 - Edoardo Piscopo, Italiaans autocoureur
- 4 - Eva De Roo, Belgisch radiopresentatrice
- 5 - Oleksij Bytsjenko, Oekraïens-Israëlisch kunstschaatser
- 5 - Natalie Geisenberger, Duits rodelaarster
- 6 - Anna Diop, Amerikaans actrice
- 8 - Norbert Trandafir, Roemeens zwemmer
- 9 - Lotte Friis, Deens zwemmer
- 9 - Kieran Govers, Australisch hockeyer
- 9 - Monika Liu, Litouws singer-songwriter
- 10 - Reinier Saxton, Nederlands golfer
- 12 - Mathieu Dossevi, Frans-Togolees voetballer
- 12 - Scott Durant, Brits roeier
- 12 - David Hubert, Belgisch voetballer
- 12 - Nicolas Schindelholz, Zwitsers voetballer (overleden 2022)
- 12 - Dilšod Vasiev, Tadzjieks voetballer
- 13 - Jevgeni Garanitsjev, Russisch biatleet
- 14 - Ángel Di María, Argentijns voetballer
- 14 - Muamer Svraka, Bosnisch voetballer
- 15 - Nick Catsburg, Nederlands autocoureur
- 15 - Roel Dirven, Nederlands acteur
- 15 - Peetu Piiroinen, Fins snowboarder
- 16 - Stipe Bačelić-Grgić, Kroatisch voetballer
- 16 - Denílson, Braziliaans voetballer
- 16 - Mayon Kuipers, Nederlands schaatsster
- 17 - Natascha Kampusch, Oostenrijks misdaadslachtoffer
- 17 - Roos Rebergen, Nederlands singer-songwriter (Roosbeef)
- 17 - Alex Vargas, Deens singer-songwriter en producer
- 18 - Roman Neustädter, Duits voetballer
- 18 - Antonio Veić, Kroatisch tennisser
- 18 - Andreas Wank, Duits schansspringer
- 19 - Mike Jensen, Deens voetballer
- 20 - Jakub Holuša, Tsjechisch atleet
- 20 - Moreno Costanzo, Zwitsers voetballer
- 20 - Rihanna, Barbadiaans zangeres
- 21 - Jaime Ayoví, Ecuadoraans voetballer
- 21 - Beka Gotsiridze, Georgisch voetballer
- 21 - Niels Langeveld, Nederlands autocoureur
- 21 - Matthias de Zordo, Duits atleet
- 22 - Jonathan Borlée, Belgisch atleet
- 22 - Kevin Borlée, Belgisch atleet
- 22 - Rabi Koria, Nederlands-Syrisch beeldend kunstenaar (overleden 2022)
- 22 - Dane Searls, Amerikaans BMX'er (overleden 2011)
- 22 - Aleksandr Soechoroekov, Russisch zwemmer
- 23 - Anne-Sophie Barthet, Frans alpineskiester
- 23 - Tarik Elyounoussi, Marokkaans-Noors voetballer
- 23 - Nicolás Gaitán, Argentijns voetballer
- 23 - Stefan de Kogel, Nederlands acteur en zanger
- 24 - Brittany Bowe, Amerikaans schaatsster
- 25 - Ivan Ivanov, Bulgaars voetballer
- 25 - Chris Sagramola, Luxemburgs voetballer
- 26 - Sven Kums, Belgisch voetballer
- 27 - Lee Han-sin, Zuid-Koreaans skeletonracer
- 27 - Mika Mäki, Fins autocoureur
- 29 - Benedikt Höwedes, Duits voetballer
- 29 - Laurien Van den Broeck, Belgisch actrice

### Maart

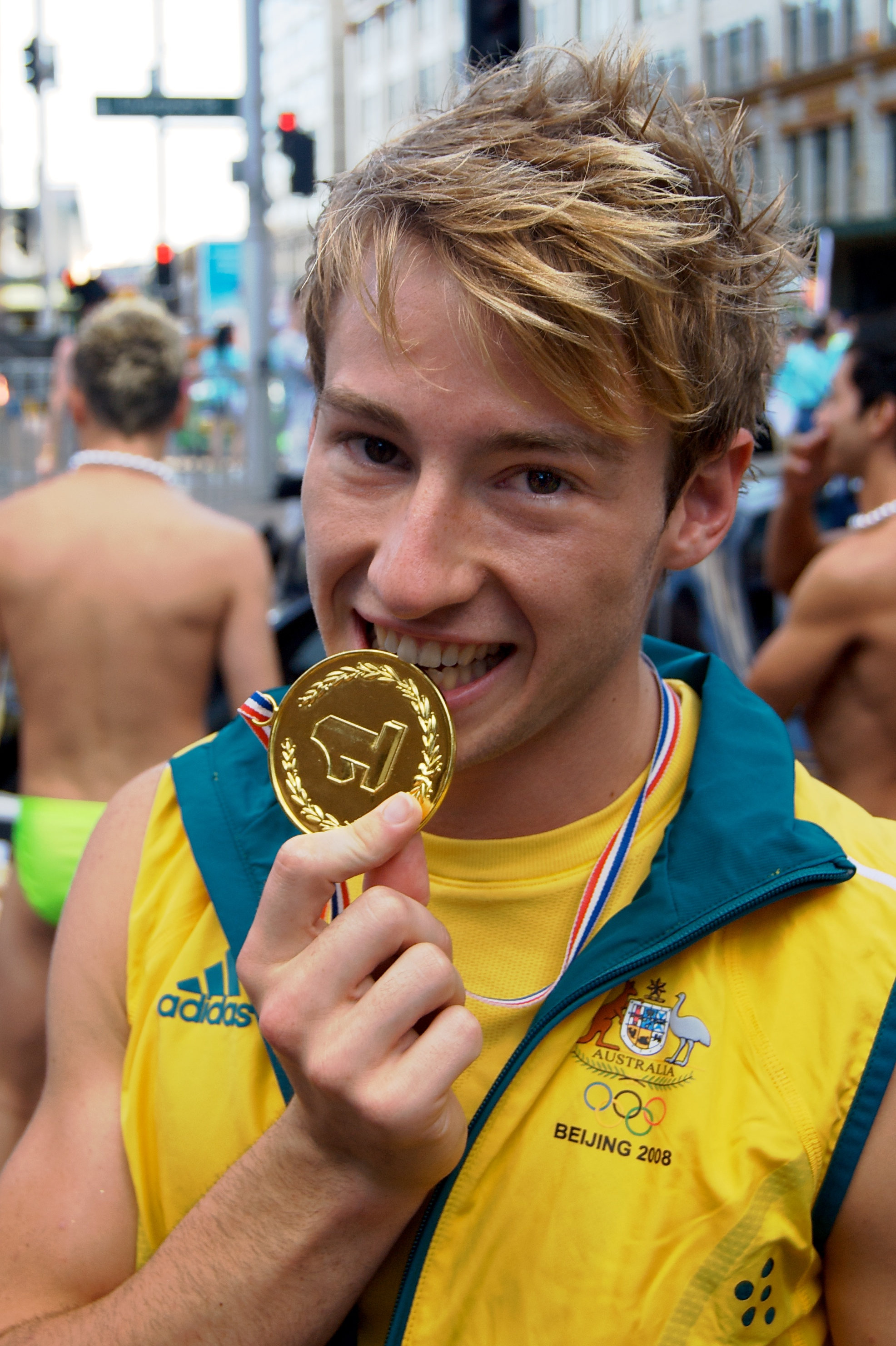
Australisch schoonspringer Matthew Mitcham
geboren op 2 maart

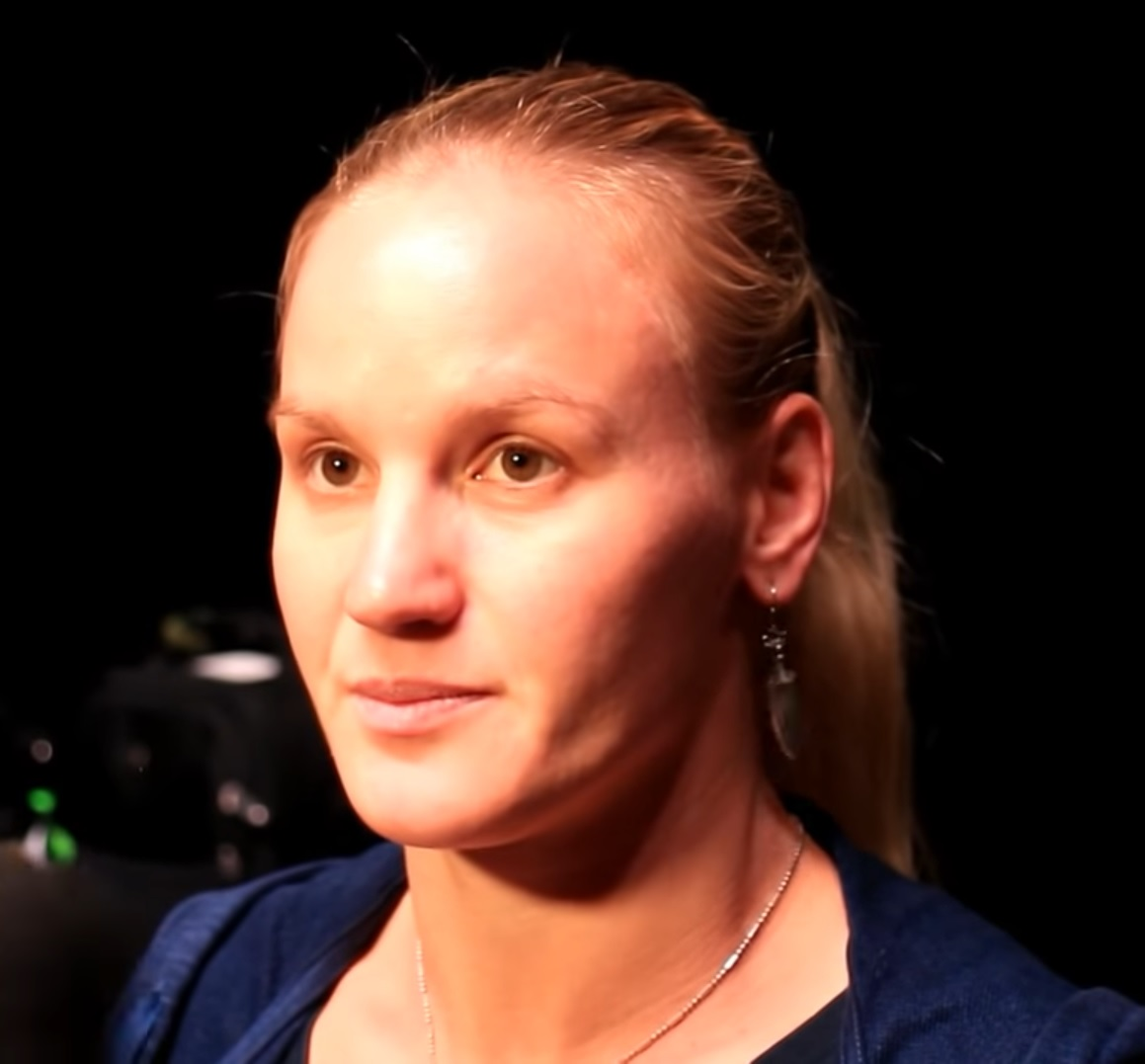
Kirgizisch-Peruviaans MMA-vechtster Valentina Sjevtsjenko
geboren op 7 maart

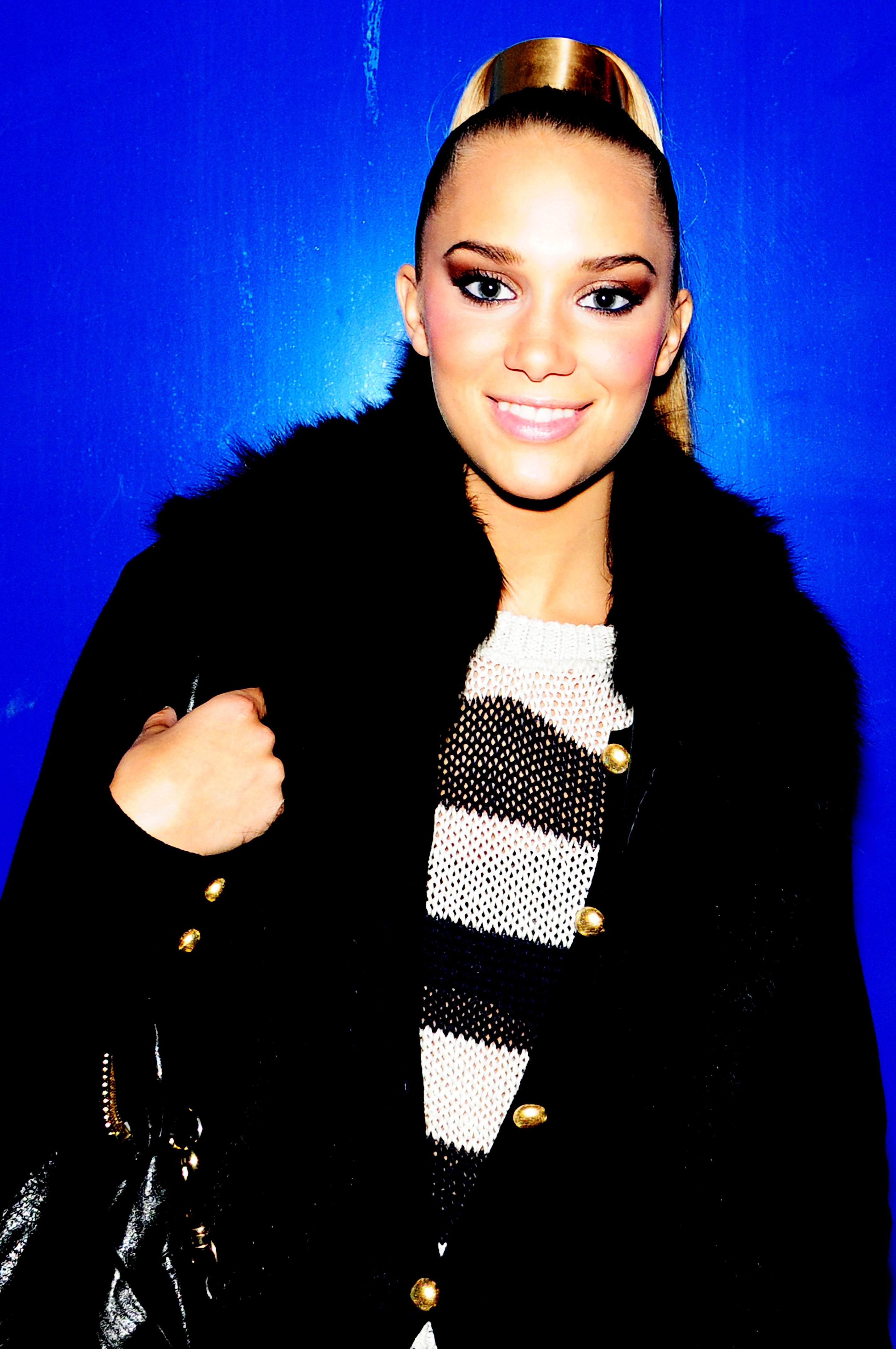
Zweeds zangeres Agnes Carlsson
geboren op 6 maart

- 1 - Jack Clarke, Brits autocoureur
- 2 - Matthew Mitcham, Australisch schoonspringer
- 2 - Esther Povitsky, Amerikaans actrice en comédienne
- 2 - Geert Arend Roorda, Nederlands voetballer
- 3 - Rens van Eijden, Nederlands voetballer
- 3 - Clarice Gargard, Amerikaans-Nederlands journaliste, programmamaakster en presentatrice
- 3 - Jan-Arie van der Heijden, Nederlands voetballer
- 3 - Rafael Muñoz, Spaans zwemmer
- 3 - Ezinne Okparaebo, Noors atlete
- 4 - DeAndre Jordan, Amerikaans basketballer
- 4 - Sophia Ralli, Grieks alpineskiester
- 5 - Evans Kiplagat Barkowet, Keniaans/Azerbeidzjaans atleet
- 5 - Karl Schulze, Duits roeier
- 6 - Akwasi Owusu Ansah, Nederlands rapper
- 6 - Agnes Carlsson, Zweeds zangeres
- 6 - Koen en Jos van der Donk, Nederlands acteurs
- 7 - Sebastian Faisst, Duits handballer (overleden 2009)
- 7 - Valentina Sjevtsjenko, Kirgizisch-Peruviaans MMA-vechtster
- 8 - Diego Biseswar, Nederlands voetballer
- 8 - Fanny Horn, Noors biatlete
- 8 - Pirmin Blaak, Nederlands hockeyer
- 8 - Jacob Neestrup, Deens voetbaltrainer
- 9 - Fabio Onidi, Italiaans autocoureur
- 10 - Yoni Buyens, Belgisch voetballer
- 10 - Ivan Rakitić, Kroatisch voetballer
- 10 - Joona Toivio, Fins voetballer
- 11 - Fábio Coentrão, Portugees voetballer
- 11 - Cecil Lolo, Zuid-Afrikaans voetballer (overleden 2015)
- 13 - Erton Fejzullahu, Zweeds voetballer
- 13 - Endeshaw Negesse, Ethiopisch atleet
- 13 - Dani Rivas, Spaans motorcoureur (overleden 2015)
- 13 - Jane Trepp, Ests zwemster
- 14 - Sasha Grey, Amerikaans pornoactrice
- 15 - Sebastián Blanco, Argentijns voetballer
- 15 - Jukka Lehtovaara, Fins voetballer
- 15 - Jorrit Oosten, Nederlands shorttracker
- 15 - Alexander Sims, Brits autocoureur
- 17 - Rasmus Elm, Zweeds voetballer
- 17 - Grimes, Canadees singer-songwriter en producer
- 17 - Jairzinho Rozenstruik, Surinaams MMA-vechter
- 17 - Carrie Symonds, Brits politiek activiste en adviseur
- 17 - Heidi Zacher, Duits freestyleskiester
- 17 - Zhao Jin, Chinees zwemster
- 18 - Mauro Caviezel, Zwitsers alpineskiër
- 19 - Morten Krogh, Deens voetbalscheidsrechter'
- 19 - Max Kruse, Duits voetballer
- 19 - Muhamed Subašić, Bosnisch voetballer
- 20 - Moniek Nijhuis, Nederlands zwemster
- 20 - Alfredo Quintana, Portugees handballer (overleden 2021)
- 21 - Sergej Morozov, Russisch atleet
- 22 - Kayleigh Barton, Welsh voetbalster
- 22 - Antoine Gillet, Belgisch atleet
- 22 - Ilaria Mauro, Italiaans voetbalster
- 22 - Qays Shayesteh, Afghaans-Nederlands voetballer
- 22 - Dean Smith, Brits autocoureur
- 22 - Olga Viloechina, Russisch biatlete
- 23 - Jason Kenny, Engels baanwielrenner
- 23 - Ayana Onozuka, Japans freestyleskiester
- 24 - Jean-Guillaume Béatrix, Frans biatleet
- 24 - Finn Jones, Engels acteur
- 25 - Big Sean, Amerikaans rapper
- 25 - Wesley Klein, Nederlands zanger
- 25 - Mitchell Watt, Australisch atleet
- 27 - Jessie J, Engels singer-songwriter
- 27 - Mohamed Sbihi, Brits roeier
- 27 - Brenda Song, Amerikaans actrice
- 28 - Michel Poldervaart, Nederlands voetballer
- 30 - Andrés Matonte, Uruguayaans voetbalscheidsrechter
- 30 - Christina Walsh, Amerikaans pornografisch actrice
- 30 - Larisa Yurkiw, Canadees alpineskiester
- 31 - Edit Miklós, Roemeens alpineskiester

### April

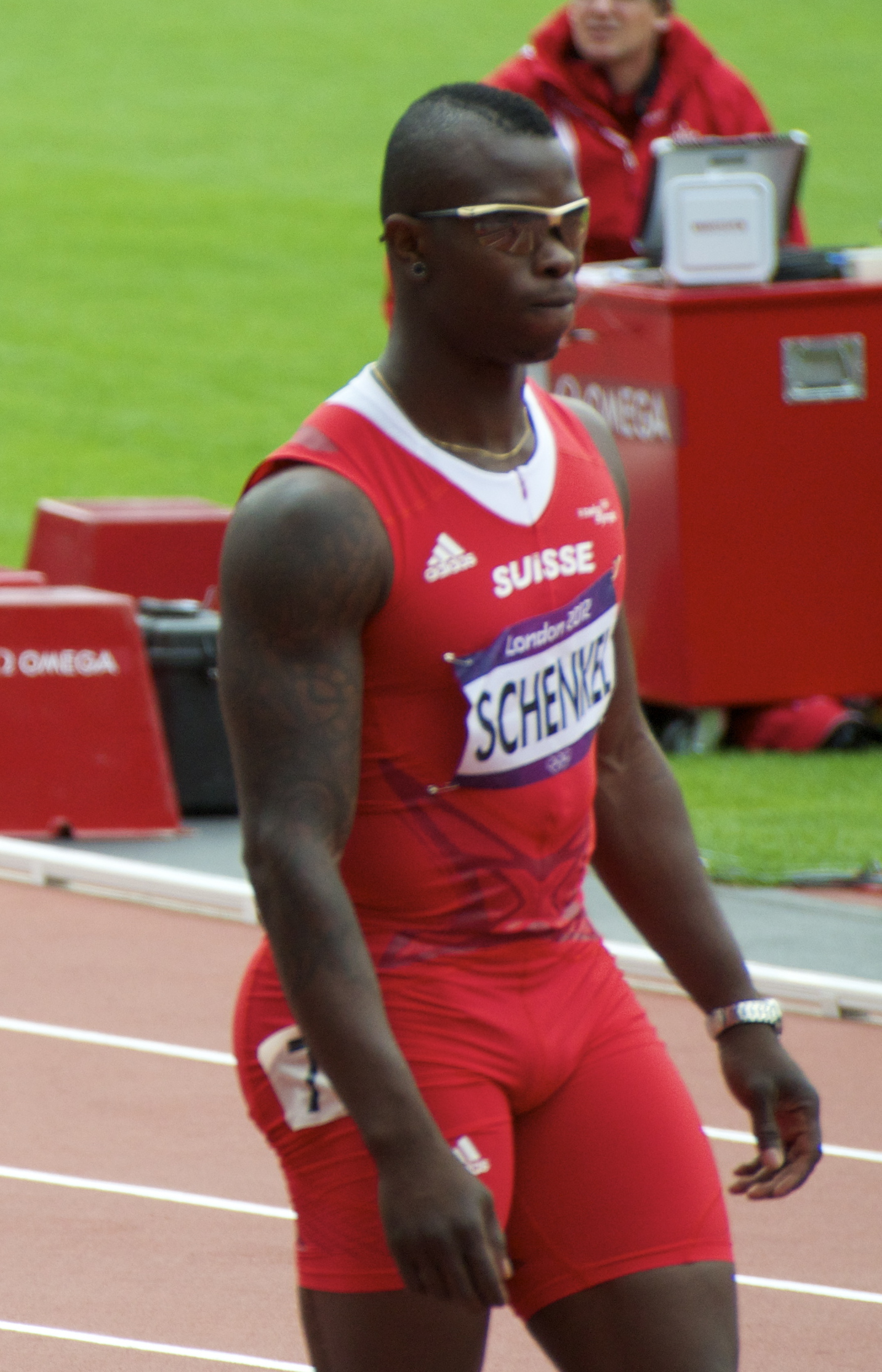
Zwitsers atleet Reto Schenkel
geboren op 28 april

- 1 - Fatmire Alushi, Duits voetbalster
- 1 - Abel Azcona, Spaans kunstenaar
- 1 - Sandie Clair, Frans baanwielrenster en bobsleeër
- 2 - Travis Livermon, Amerikaans veldrijder
- 3 - Tim Krul, Nederlands voetbaldoelman
- 4 - Alison Michelle Thompson, Amerikaans pornografisch actrice
- 5 - Andrei Mutulescu, Roemeens voetballer (overleden 2011)
- 5 - Aleksej Volkov, Russisch biatleet
- 6 - Akwasi, Nederlands rapper, acteur en dichter
- 6 - Mike Bailey, Engels acteur en zanger
- 6 - Gaëtan Bille, Belgisch wielrenner
- 7 - Ed Speleers, Engels acteur
- 7 - Bryon Wilson, Amerikaans freestyleskiër
- 8 - William Accambray, Frans handballer
- 8 - Vivien Brisse, Frans wielrenner
- 8 - Riccardo Zoidl, Oostenrijks wielrenner
- 9 - Rodrigo Rojas, Paraguayaans voetballer
- 10 - Aude Aguilaniu, Frans alpineskiër
- 10 - Alessandra Neri, Italiaans autocoureur
- 10 - Haley Joel Osment, Amerikaans acteur
- 11 - Aleksandar Ignjatović, Servisch voetballer
- 12 - Michaël Rossi, Frans autocoureur
- 13 - Ken Benz, Zwitsers golfer
- 13 - Will Bratt, Brits autocoureur
- 13 - Máximo Cortés, Spaans autocoureur
- 13 - Tim Fransen, Nederlands stand-upcomedian en columnist
- 13 - Dirk Marcellis, Nederlands voetballer
- 13 - Liliana de Vries, Nederlands model en actrice
- 13 - Allison Williams, Amerikaans actrice, cabaretière en zangeres
- 14 - Maria Orlova, Russisch skeletonster
- 14 - Robert Ris, Nederlands schaker
- 14 - Ratthapark Wilairot, Thais motorcoureur
- 15 - Miro Varvodić, Kroatisch voetbaldoelman
- 16 - Simon Child, Nieuw-Zeelands hockeyer
- 16 - Lars Lambooij, Nederlands voetballer
- 16 - Marko Milinković, Servisch voetballer
- 18 - Rob Dieperink, Nederlands voetbalscheidsrechter
- 19 - Ágnes Mutina, Hongaars zwemster
- 21 - Ricky Berens, Amerikaans zwemmer
- 21 - Jonathan Summerton, Amerikaans autocoureur
- 21 - Pedro Mosquera, Spaans voetballer
- 22 - Aleksandr Vasjoenov, Russisch ijshockeyer (overleden 2011)
- 23 - Roald van Hout, Nederlands voetballer
- 24 - Jey Crisfar, Belgisch acteur
- 24 - Patrick Jumpen, Nederlands artiest
- 25 - Melvin de Leeuw, Nederlands voetballer
- 25 - Laura Lepistö, Finse kunstschaatsster
- 26 - Iason Abramasjvili, Georgisch alpineskiër
- 26 - Suzaan van Biljon, Zuid-Afrikaans zwemster
- 26 - Rutger Bregman  Nederlands historicus en opiniemaker
- 26 - Christian Kubusch, Duits zwemmer
- 26 - Hamid Oualich, Frans atleet
- 27 - Lizzo, Amerikaans singer-songwriter en actrice
- 28 - Jonathan Biabiany, Frans voetballer
- 28 - Juan Mata, Spaans voetballer
- 28 - Reto Schenkel, Zwitsers atleet
- 28 - Emiliano Alfaro, Uruguayaans voetballer
- 29 - Taoufik Makhloufi, Algerijns atleet
- 30 - Ana de Armas, Cubaans actrice
- 30 - Sergio Canamasas, Spaans autocoureur

### Mei

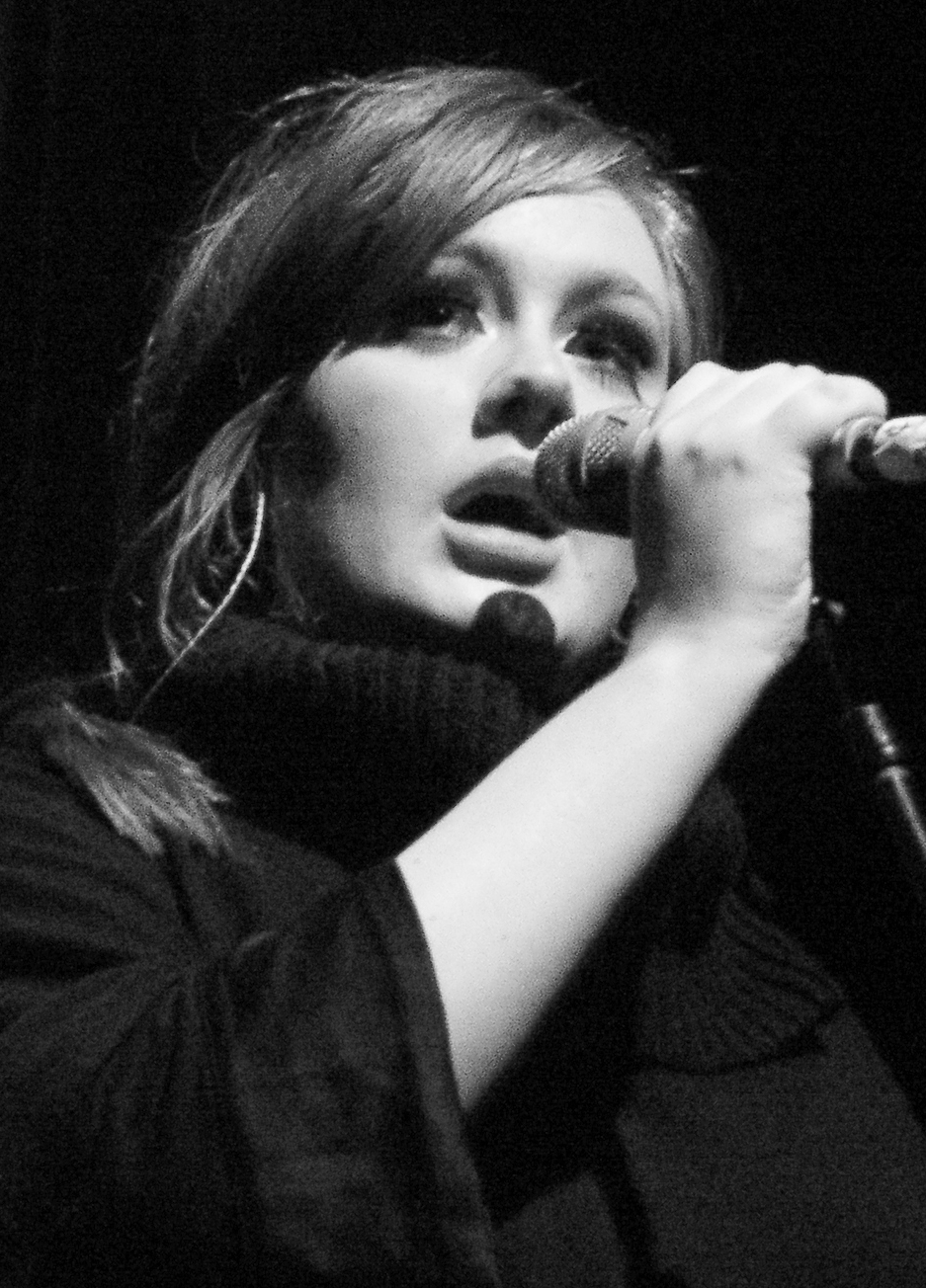
Brits zangeres Adele
geboren op 5 mei

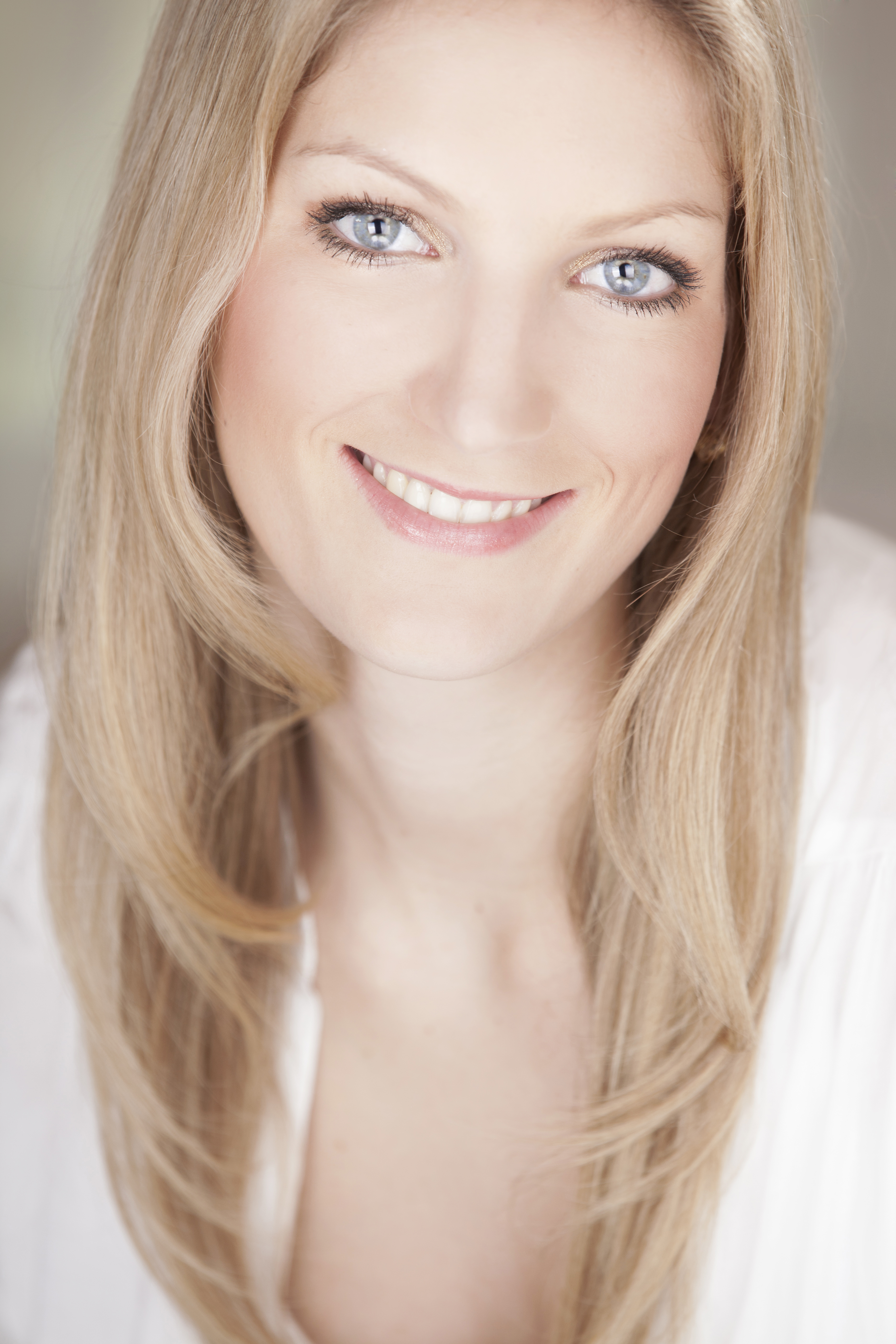
Kroatisch zangeres Daria Kinzer
geboren op 28 mei

- 1 - Maksim Goestik, Wit-Russisch freestyleskiër
- 1 - Teodor Peterson, Zweeds langlaufer
- 2 - Willemijn Bos, Nederlands hockeyster
- 2 - Sibusiso Matsenjwa, Swazisch atleet
- 2 - Moniek Tenniglo, Nederlands wielrenster
- 3 - Kaya Turski, Canadees freestyleskiester
- 4 - Oleksandr Abramenko, Oekraïens freestyleskiër
- 4 - Jelle De Bock, Belgisch voetballer
- 4 - Nycke Groot, Nederlands hockeyspeelster
- 4 - Radja Nainggolan, Belgisch-Indonesisch voetballer
- 4 - Ole Werner, Duits voetbaltrainer
- 5 - Adele, Brits zangeres
- 5 - Frickson Erazo, Ecuadoraans voetballer
- 5 - Jonathan Maiyo, Keniaans atleet
- 5 - Audrey Robichaud, Canadees freestyleskiester
- 6 - Marieke Ehlers, Nederlands politica
- 9 - Ali Benomar, Nederlands voetballer
- 10 - Mostapha El Kabir, Nederlands voetballer
- 11 - Severin Freund, Duits schansspringer
- 11 - Marcel Kittel, Duits wielrenner
- 11 - Ruud Vormer, Nederlands voetballer
- 12 - Kristrún Frostadóttir, IJslandse politica, premier van IJsland en econome
- 12 - Marcelo, Braziliaans voetballer
- 12 - Babett Peter, Duits voetbalster
- 13 - Estefania García, Ecuadoraans judoka
- 13 - William Lockwood, Australisch roeier
- 13 - Matt McLean, Amerikaans zwemmer
- 13 - Guillermo Meza, Mexicaans voetballer (overleden 2010)
- 13 - Bart Vertenten, Belgisch voetbalscheidsrechter
- 14 - Niccolò Canepa, Italiaans motorcoureur
- 17 - Marius Kipserem, Keniaans atleet
- 17 - Erik Lesser, Duits biatleet
- 17 - Granddi Ngoyi, Frans voetballer
- 18 - Chen Rong, Chinees atlete
- 18 - Kévin Reza, Frans wielrenner
- 20 - Jens Geerts, Belgisch model en presentator
- 20 - Kim Lamarre, Canadees freestyleskiester
- 20 - Andrij Protsenko, Oekraïens atleet
- 22 - Heida Reed, IJslands actrice en model
- 23 - Iain Jensen, Australisch zeiler
- 23 - Maja Klepić, Bosnisch alpineskiester
- 24 - Fumilay Fonseca, Santomees atlete
- 25 - Cameron van der Burgh, Zuid-Afrikaans zwemmer
- 25 - Mato Jajalo, Kroatisch voetballer
- 25 - Anémone Marmottan, Frans alpineskiester
- 25 - Paulien Timmer, Nederlands auteur
- 26 - Juan Cuadrado, Colombiaans voetballer
- 26 - Sami Kennedy-Sim, Australisch freestyleskiester
- 26 - Andrea Russotto, Italiaans voetballer
- 26 - Dani Samuels, Australisch atlete
- 26 - Akito Watabe, Japans noordse combinatieskiër
- 27 - Celso Borges, Costa Ricaans voetballer
- 27 - Blaž Furdi, Sloveens wielrenner
- 27 - Gideon van Meijeren, Nederlands politicus
- 27 - Denis Odoi, Belgisch voetballer
- 27 - Eva Pinkelnig, Oostenrijks schansspringster
- 27 - Andrejs Rastorgujevs, Lets biatleet
- 28 - Carmen Jordá, Spaans autocoureur
- 28 - Daria Kinzer, Kroatisch zangeres
- 28 - Dino Sefir, Ethiopisch atleet
- 31 - Diorno Braaf, Nederlands rapper

### Juni

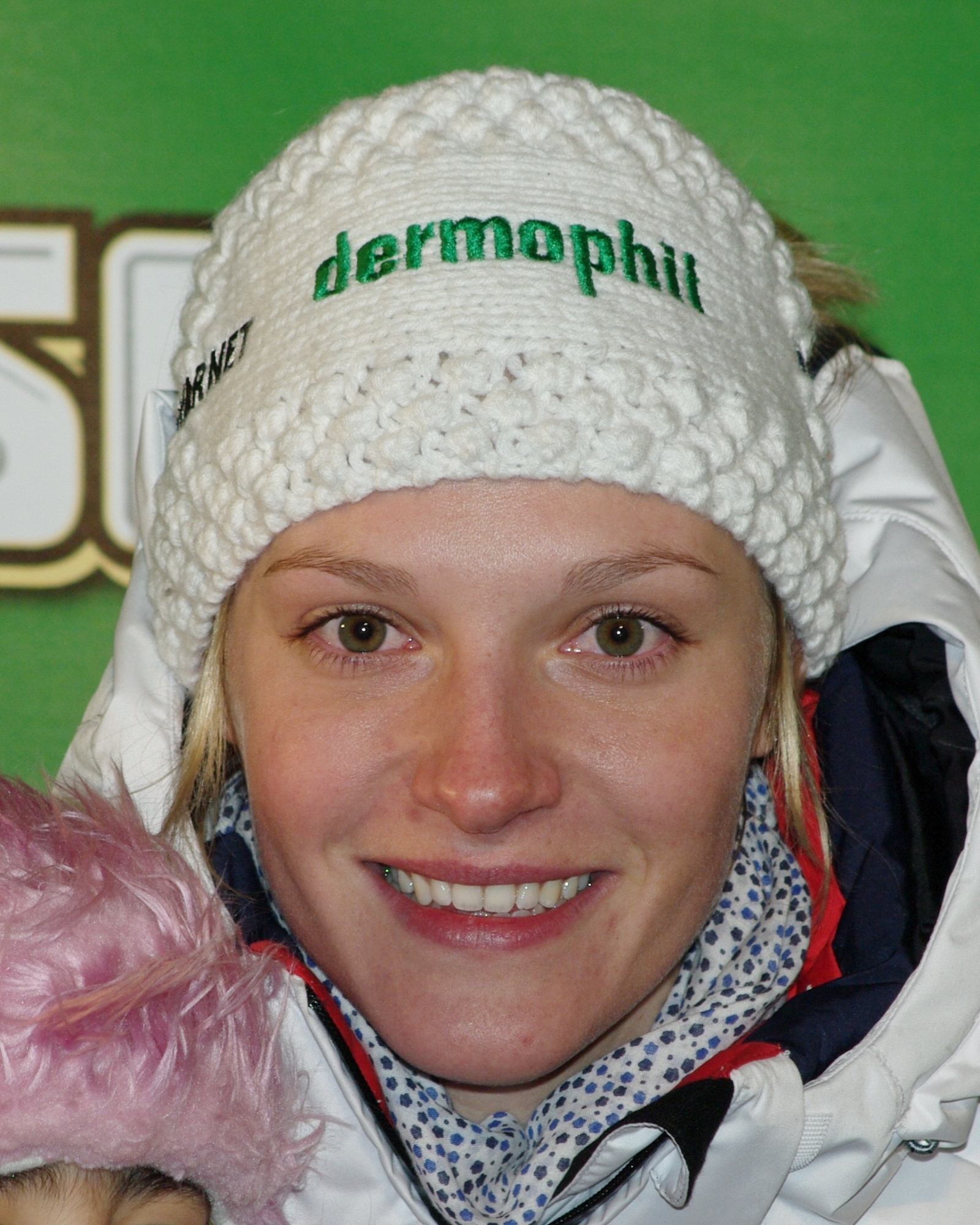
Frans alpineskiester Taïna Barioz
geboren op 2 juni

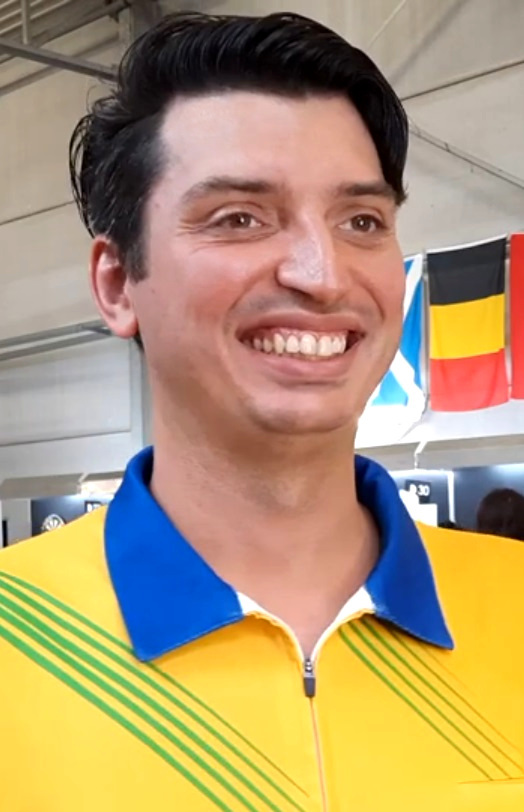
Braziliaans darter Diogo Portela
geboren op 12 juni

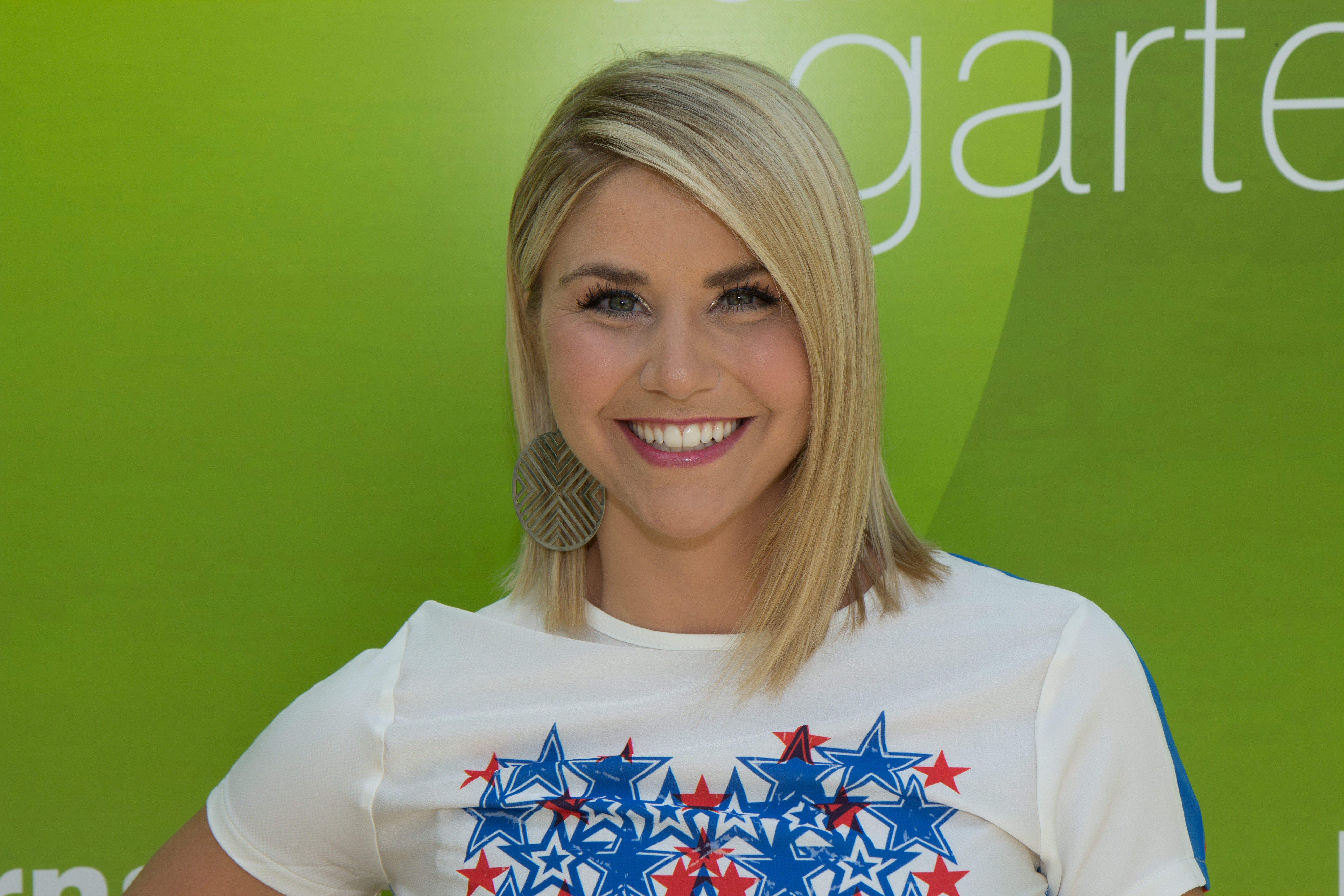
Zwitsers zangeres Beatrice Egli
geboren op 21 juni

- 1 - Javier Hernández, Mexicaans voetballer
- 2 - Sergio Agüero, Argentijns voetballer
- 2 - Awkwafina, Amerikaans actrice en rapster
- 2 - Taïna Barioz, Frans alpineskiester
- 2 - Takashi Inui, Japans voetballer
- 2 - Nikki Marshall, Amerikaans voetbalster
- 3 - Nassim Lyes, Frans acteur
- 3 - Rihairo Meulens, Nederlands voetballer
- 4 - Jesper Modin, Zweeds langlaufer
- 6 - Ryan Brathwaite, Barbadiaans atleet
- 6 - Elizeba Cherono, Keniaans/Nederlands atlete
- 8 - Kamil Grosicki, Pools voetballer
- 9 - Sara Isakovič, Sloveens zwemster
- 9 - Sokratis Papastathopoulos, Grieks voetballer
- 12 - Eren Derdiyok, Koerdisch-Zwitsers voetballer
- 12 - Mauricio Isla, Chileens voetballer
- 12 - Diogo Portela, Braziliaans darter
- 14 - Levi van Kempen, Nederlands acteur
- 15 - Paulus Arajuuri, Fins voetballer
- 15 - Christiaan Bax, Nederlands voetbalscheidsrechter
- 15 - Donny Gorter, Nederlands voetballer
- 15 - Jennie Johansson, Zweeds zwemster
- 16 - Marit Bouwmeester, Nederlands zeilster
- 16 - Manuela Soccol, Belgisch atlete
- 17 - Carlos Quinchara, Colombiaans triatleet
- 17 - Stephanie Rice, Australisch zwemster
- 18 - Virginie Cueff, Frans baanwielrenster
- 18 - Linsy Heister, Nederlands openwaterzwemster
- 18 - Porscha Lucas, Amerikaans atlete
- 18 - Liesbeth Rasker, Nederlands journaliste en columniste
- 18 - Islam Slimani, Algerijns voetballer
- 19 - Barend van Deelen, Nederlands radiopresentator
- 19 - Durka Mana, Soedanees atlete
- 20 - Wendy van der Zanden, Nederlands zwemster
- 21 - Beatrice Egli, Zwitsers zangeres
- 21 - Trevor Reekers, Nederlands stemacteur en muzikant
- 22 - Davíd Garza Pérez, Mexicaans autocoureur
- 22 - Emir Kujović, Zweeds voetballer
- 23 - Isabell Herlovsen, Noors voetbalster
- 24 - Micah Richards, Engels voetballer
- 24 - Ryan Sissons, Nieuw-Zeelands triatleet
- 25 - Therese Johaug, Noors langlaufster
- 27 - Célia Šašić, Duits voetbalster
- 27 - Kate Ziegler, Amerikaans zwemster
- 29 - Éver Banega, Argentijns voetballer
- 29 - Martina Schindler, Slowaaks zangeres

### Juli

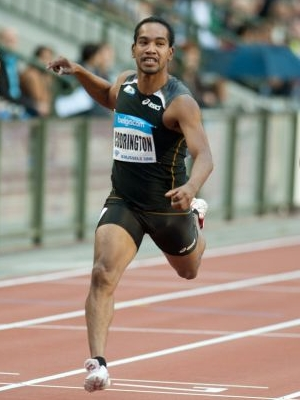
Nederlands atleet Giovanni Codrington
geboren op 17 juli

- 1 - Dario Bel, Kroatisch voetbalscheidsrechter
- 1 - Evan Ellingson, Amerikaans acteur (overleden 2023)
- 1 - Sofiane Milous, Frans judoka
- 2 - Sjur Røthe, Noors langlaufer
- 3 - Linda Bolder, Nederlands judoka
- 3 - Anssi Koivuranta, Fins schansspringer
- 3 - Miguel Ángel López, Spaans atleet
- 3 - Winston Reid, Nieuw-Zeelands voetballer
- 3 - James Troisi, Australisch voetballer
- 4 - Chris Smalls, Amerikaans syndicalist
- 5 - Nadzeja Pisareva, Wit-Russisch biatlete
- 7 - Kristi Castlin, Amerikaans atlete
- 7 - Sophie Rodriguez, Frans snowboardster
- 8 - Jutatip Maneephan, Thais wielrenner
- 8 - Miki Roqué, Spaans voetballer (overleden 2012)
- 8 - Matej Vyšňa, Slowaaks wielrenner
- 9 - Ervin Haxhi, Albanees wielrenner
- 9 - Tim Hofman, Nederlands presentator en columnist
- 9 - Raul Rusescu, Roemeens voetballer
- 11 - Andreas Bjelland, Deens voetballer
- 11 - Naoki Yamamoto, Japans autocoureur
- 12 - Patrick Beverley, Amerikaans basketballer
- 12 - Christian Pichler, Oostenrijks schaatser
- 12 - Beau Schneider, Nederlands acteur
- 12 - Thomas Smet, Belgisch atleet
- 13 - Cyriel Guds, Nederlands acteur en filmmaker
- 13 - He Pingping, Chinees kleinste man (overleden 2010)
- 14 - Daphne Paelinck, Belgisch actrice
- 14 - Travis Ganong, Amerikaans alpineskiër
- 14 - Conor McGregor, Iers vechtsporter
- 14 - Jérémy Stravius, Frans zwemmer
- 15 - Vladimir Tsjepelin, Wit-Russisch biatleet
- 16 - Sergio Busquets, Spaans voetballer
- 16 - Eric Johannesen, Duits roeier
- 16 - José Silverio Rocchi, Mexicaans voetballer
- 17 - Giovanni Codrington, Nederlands atleet
- 18 - Ambyr Childers, Amerikaans actrice
- 19 - Kevin Großkreutz, Duits voetballer
- 19 - Sergej Peroenin, Russisch zwemmer
- 19 - Kevin Visser, Nederlands voetballer
- 20 - Chris Basham, Engels voetballer
- 20 - Kevin Drury, Canadees freestyleskiër
- 20 - Toni Kolehmainen, Fins voetballer
- 20 - Teliana Pereira, Braziliaans tennisster
- 21 - Ákos Elek, Hongaars voetballer
- 21 - Marjan Kalhor, Iraans alpineskiester
- 21 - Robert Renwick, Brits zwemmer
- 21 - Federico Vieyra, Argentijns handballer
- 22 - Rasa Leleivytė, Litouws wielrenster
- 23 - Daniel Mancinelli, Italiaans autocoureur
- 24 - Besmir Banushi, Albanees wielrenner
- 25 - John Goossens, Nederlands voetballer
- 25 - Tom Hiariej, Nederlands voetballer
- 25 - Paulinho, Braziliaans voetballer
- 26 - Arnaud Destatte, Belgisch atleet
- 27 - Birgit Ente, Nederlands judoka
- 28 - Jacky Schoenaker, Nederlands hockeyster
- 28 - Serhij Semenov, Oekraïens biatleet
- 29 - Emmanuel Biron, Frans atleet
- 29 - Marleen Pot, Nederlands shorttrackster
- 30 - Nico Tortorella, Amerikaans acteur

### Augustus

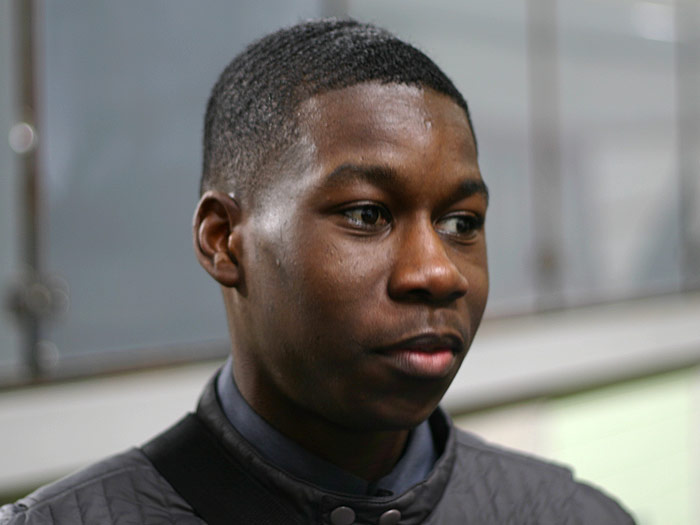
Nederlands voetballer Jeffrey Sarpong
geboren op 3 augustus

- 1 - Leendert van der Lugt, Nederlands ultraloper
- 2 - Elena Berlato, Italiaans wielrenster
- 2 - Sanne Samina Hanssen, Nederlands actrice
- 2 - Christoph Mick, Italiaans snowboarder
- 2 - Rocío Sánchez Moccia, Argentijns hockeyster
- 2 - Valent Sinković, Kroatisch roeier
- 2 - Morgan Scroggy, Amerikaans zwemster
- 3 - Jeffrey Sarpong, Nederlands voetballer
- 3 - Fabio Scozzoli, Italiaans zwemmer
- 4 - Hilde-Katrine Engeli, Noors snowboardster
- 4 - Michael Herck, Roemeens autocoureur
- 4 - Tom Parker, Engels popmuzikant (overleden 2022)
- 4 - Elodie Verweij, Nederlands politiek verslaggeefster en journaliste
- 5 - Giles Barnes, Engels-Jamaicaans voetballer
- 5 - Fabio Cordi, Italiaans snowboarder
- 5 - Hans Gruhne, Duits roeier
- 5 - Michael Jamieson, Brits zwemmer
- 5 - Federica Pellegrini, Italiaans zwemster
- 5 - Kenneth Trypsteen, Belgisch voetballer
- 6 - Tongo Doumbia, Malinees voetballer
- 6 - Gilbert Yegon, Keniaans atleet
- 7 - Lawrence Cherono, Keniaans atleet
- 7 - Mart Grol, Nederlands nieuwslezer
- 7 - Abdulaziz Solmaz, Turks voetballer
- 8 - Tommy Bridewell, Brits motorcoureur
- 8 - Beatrice van York, prinses van het Verenigd Koninkrijk
- 10 - Robert Kiprono Cheruiyot, Keniaans atleet
- 11 - Stefano Bensi, Luxemburgs voetballer
- 12 - Tejay van Garderen, Amerikaans wielrenner
- 12 - Rami Gershon, Israëlisch voetballer
- 13 - Marian Barbu, Roemeens voetbalscheidsrechter
- 15 - Oussama Assaidi, Nederlands voetballer
- 15 - Sanne Troelsgaard Nielsen, Deens voetbalster
- 16 - Ismaïl Aissati, Nederlands voetballer
- 16 - Mark Bloemendaal, Nederlands voetballer
- 16 - James Cole, Brits autocoureur
- 16 -  Rumer Willis, Amerikaans actrice
- 17 - Justin Dorey, Canadees freestyleskiër
- 17 - Johanna Larsson, Zweeds tennisster
- 17 - Laurenne Ross, Amerikaans alpineskiester
- 19 - Anke Brockmann, Duits hockeyster
- 19 - Niels Destadsbader, Vlaams zanger en acteur
- 19 - Karolina Riemen, Pools freestyleskiester
- 20 - Joyce Chepkirui, Keniaans atlete
- 20 - Philip Farrugia, Maltees voetbalscheidsrechter
- 20 - Thomas Hylkema, Nederlands autocoureur
- 21 - Robert Lewandowski, Pools voetballer
- 22 - Pedro Enrique, Braziliaans autocoureur
- 23 - Jane Channell, Canadees skeletonracer
- 23 - Daniel Schwaab, Duits voetballer
- 24 - Rupert Grint, Brits acteur
- 24 - Maximilian Reinelt, Duits roeier (overleden 2019)
- 24 - Dávid Verrasztó, Hongaars zwemmer
- 25 - Ingvild Snildal, Noors zwemster
- 26 - Cristina Neagu, Roemeens handbalster
- 26 - Mike Westerman, Nederlands shorttracker
- 27 - Federico Leo, Italiaans autocoureur
- 28 - Shalita Grant, Amerikaans actrice
- 28 - Ray Jones, Engels voetballer (overleden 2007)
- 28 - Yoel Rodríguez, Spaans voetballer
- 29 - Harry Aikines-Aryeetey, Brits atleet
- 30 - Ernests Gulbis, Lets tennisser
- 31 - Ella Leyers, Vlaams actrice
- 31 - David Ospina, Colombiaans voetballer

### September

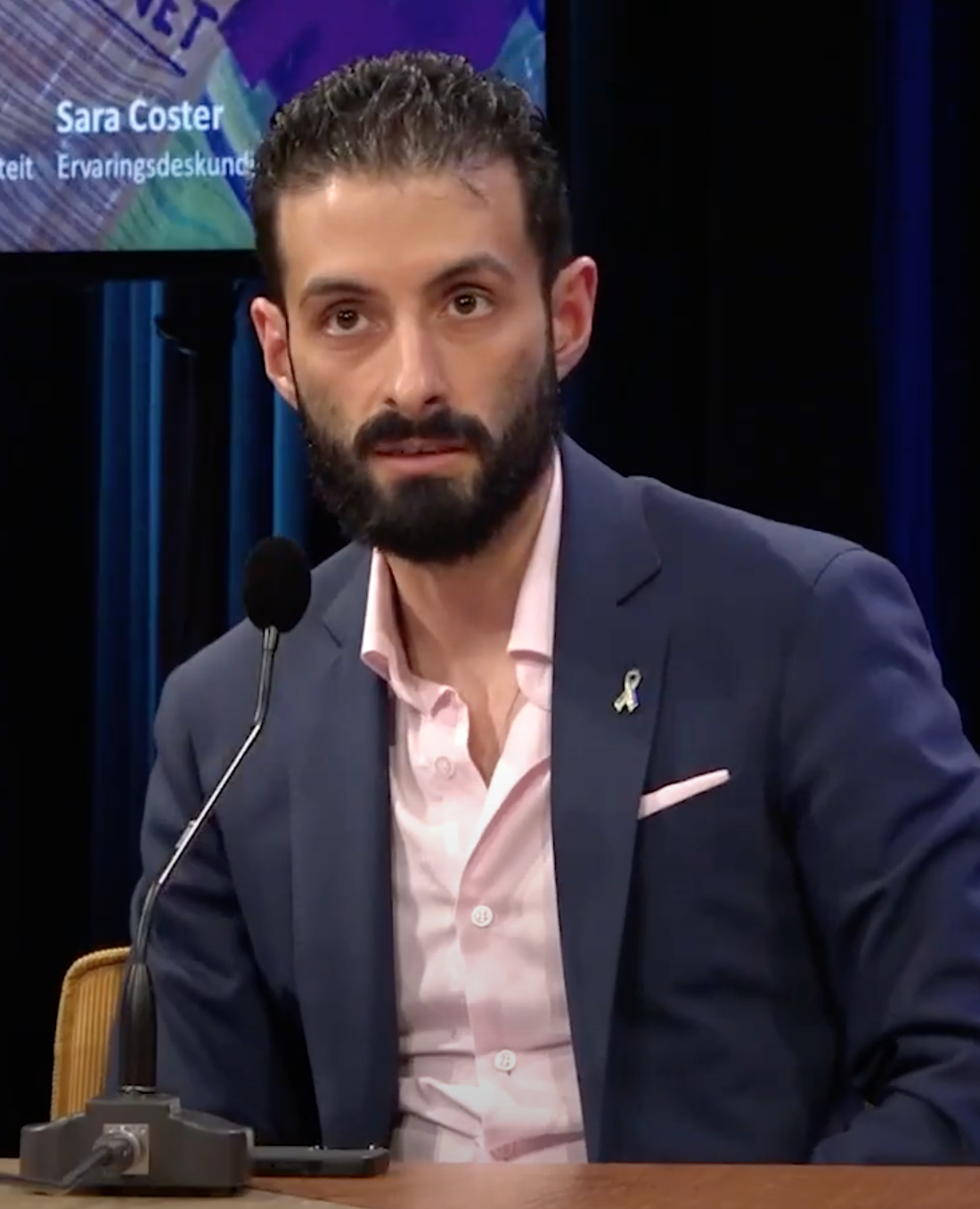
Nederlands politicus
Ulysse Ellian
geboren op 17 september

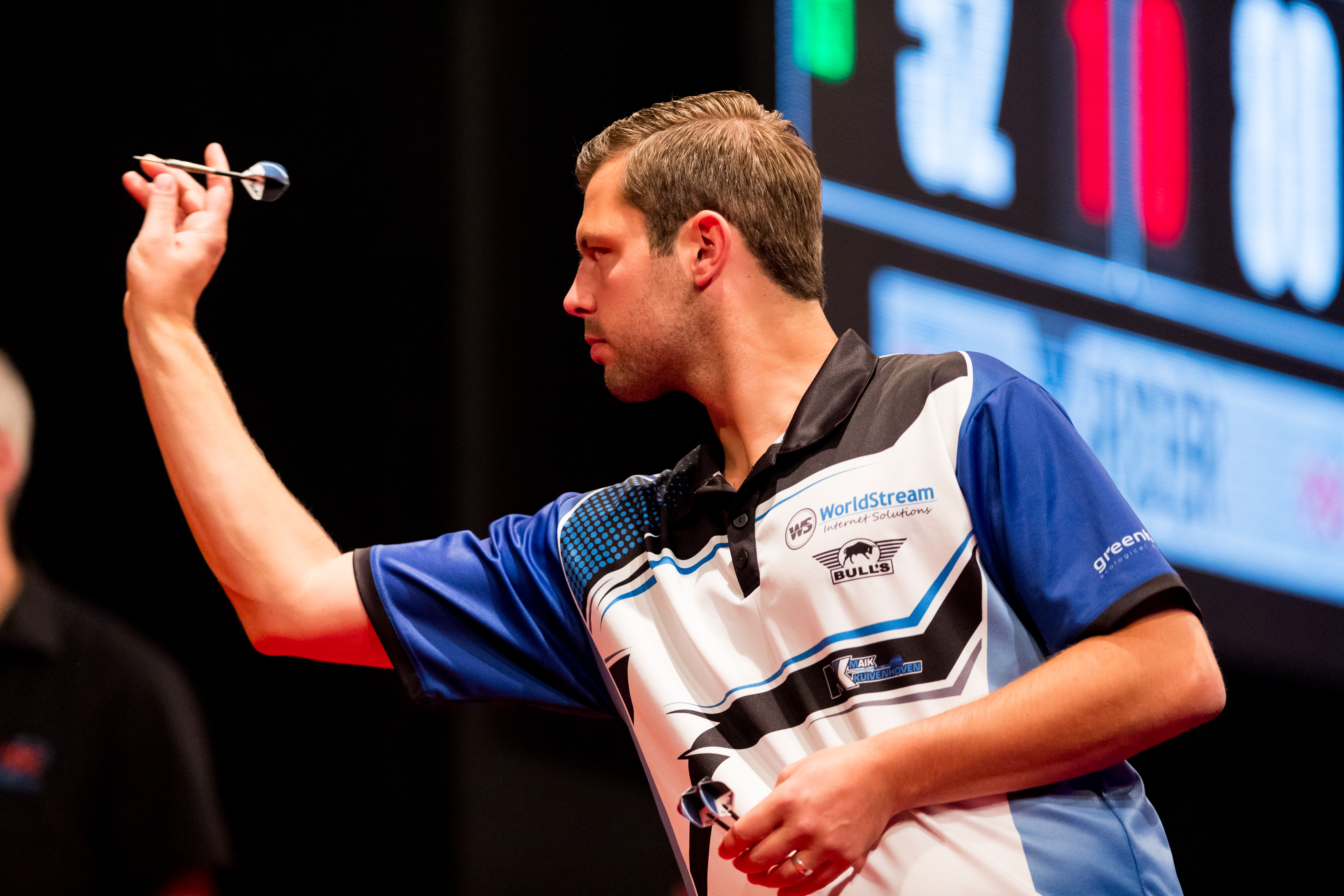
Nederlands darter
Maik Kuivenhoven
geboren op 25 september

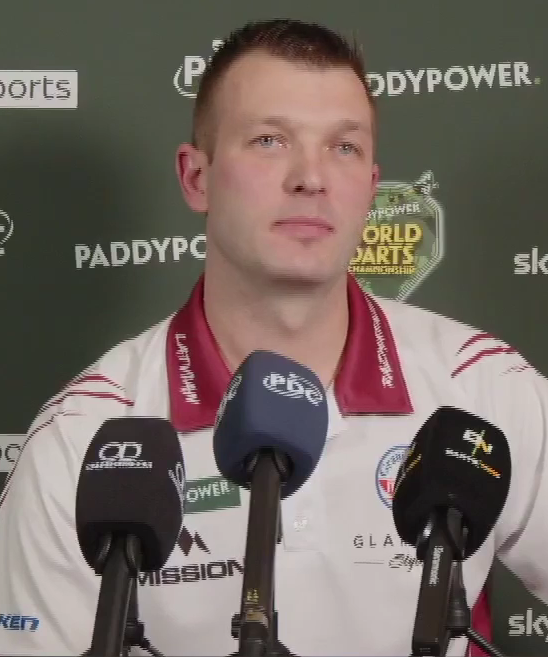
Lets darter Madars Razma
geboren op 26 september

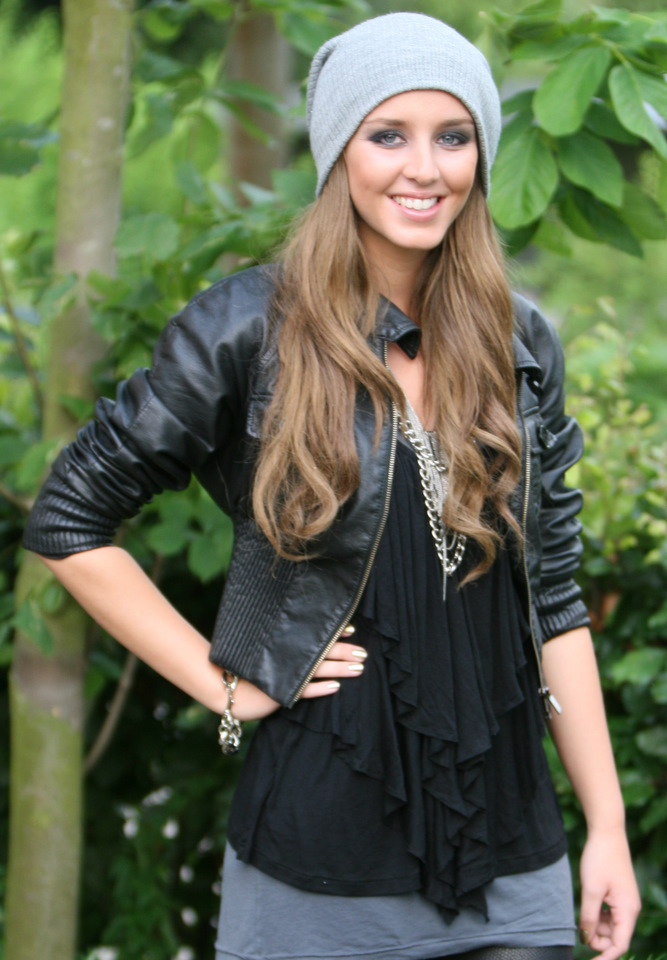
Nederlands zangeres Esmée Denters
geboren op 28 september

- 2 - Stijn Berben, Nederlands voetbalscheidsrechter
- 2 - Dyantha Brooks, Nederlands televisiepresentatrice
- 2 - Bastiaan Nagtegaal, Nederlands radio-dj
- 3 - Jérôme Boateng, Duits voetballer
- 4 - Anna Berecz, Hongaars alpineskiester
- 5 - Nuri Şahin, Duits-Turks voetballer
- 5 - Lisa Scheenaard, Nederlands roeister
- 6 - Arnaud Bovolenta, Frans freestyleskiër
- 7 - Paul Iacono, Amerikaans acteur
- 7 - Ivan Samarin, Russisch autocoureur
- 7 - Arnór Smárason, IJslands voetballer
- 8 - Roy van den Berg, Nederlands baanwielrenner
- 8 - Rie Kaneto, Japans zwemster
- 8 - Ben Payal, Luxemburgs voetballer
- 9 - Charlene Meulenberg, Nederlands zangeres
- 10 - Davide Bresadola, Italiaans schansspringer en voormalig noordse combinatie-skiër
- 10 - Maico Buncio, Filipijns motorcoureur (overleden 2011)
- 11 - Aurélien Comte, Frans autocoureur
- 11 - Anastasia Tsjaun, Russisch zwemster
- 12 - Nastasia Noens, Frans alpineskiester
- 13 - Eva-Maria Brem, Oostenrijks alpineskiester
- 13 - Aleksandra Fedoriva, Russisch atlete
- 13 - Oliver Fisher, Engels golfer
- 13 - Iouri Podladtchikov, Russisch-Zwitsers snowboarder
- 15 - Jukka Raitala, Fins voetballer
- 15 - Tanja Žakelj, Sloveens mountainbikester
- 17 - Ulysse Ellian, Nederlands advocaat en politicus
- 19 - Thiemo de Bakker, Nederlands tennisser
- 22 - Colin Braun, Amerikaans autocoureur
- 23 - Dennis Krohne, Nederlands voetballer
- 23 - Juan Martín del Potro, Argentijns tennisspeler
- 23 - Julian Reid, Jamaicaans/Brits atleet
- 24 - Joline Höstman, Zweeds zwemster
- 25 - Toon Greebe, Nederlands darter (overleden 2023)
- 25 - Maik Kuivenhoven, Nederlands darter
- 26 - Robert Hurley, Australisch zwemmer
- 26 - Nelson Panciatici, Frans autocoureur
- 26 - Madars Razma, Lets darter
- 27 - Maruša Ferk, Sloveens alpineskiester
- 27 - Ronan van Zandbeek, Nederlands wielrenner
- 28 - Marin Čilić, Kroatisch tennisser
- 28 - Esmée Denters, Nederlands zangeres
- 28 - Martina Grimaldi, Italiaans zwemster
- 29 - Dietmar Nöckler, Italiaans langlaufer
- 30 - Sade Daal, Surinaams zwemster

### Oktober
- 2 - Andreas Moe, Zweeds zanger

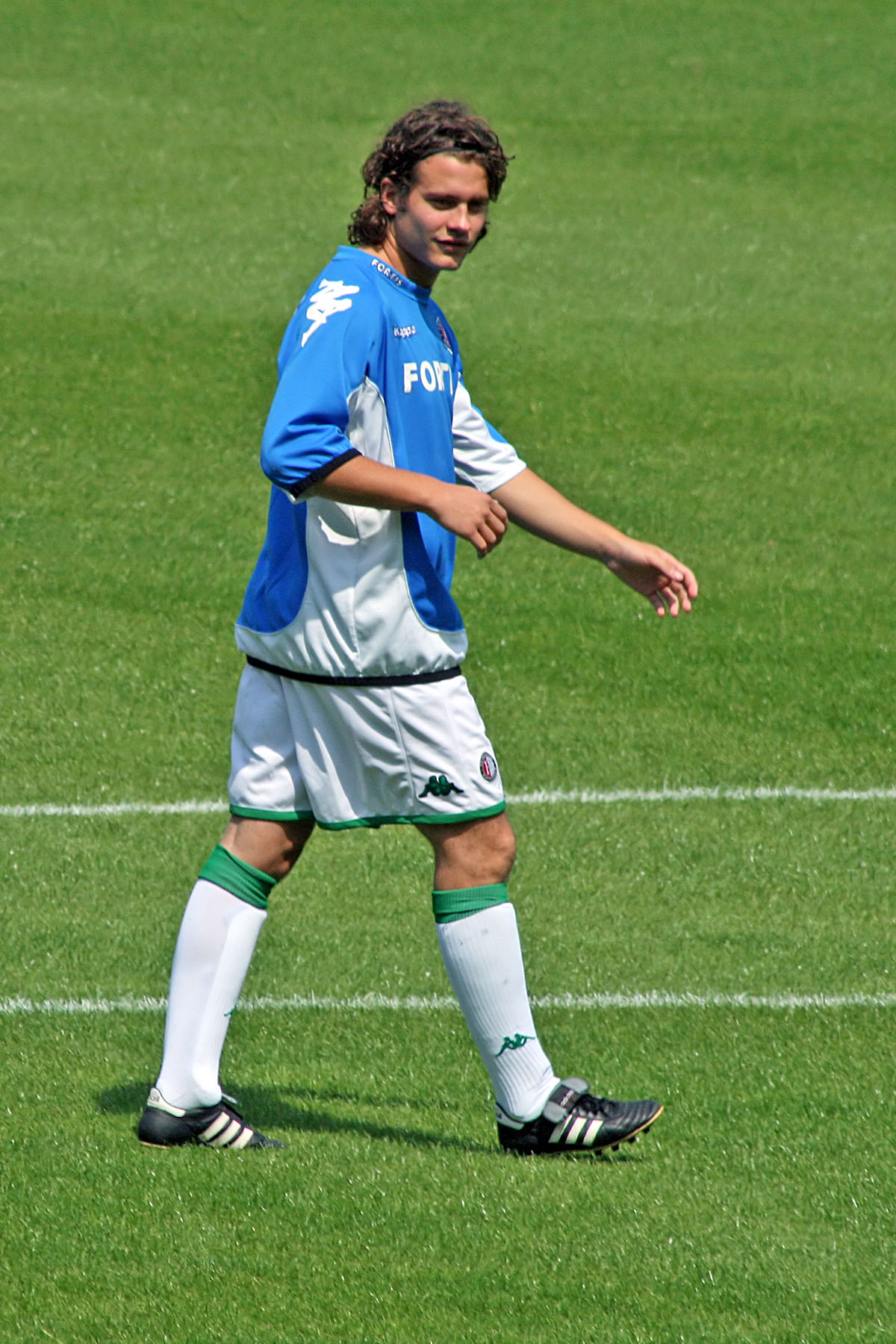
Nederlands acteur Sascha Visser
geboren op 19 oktober

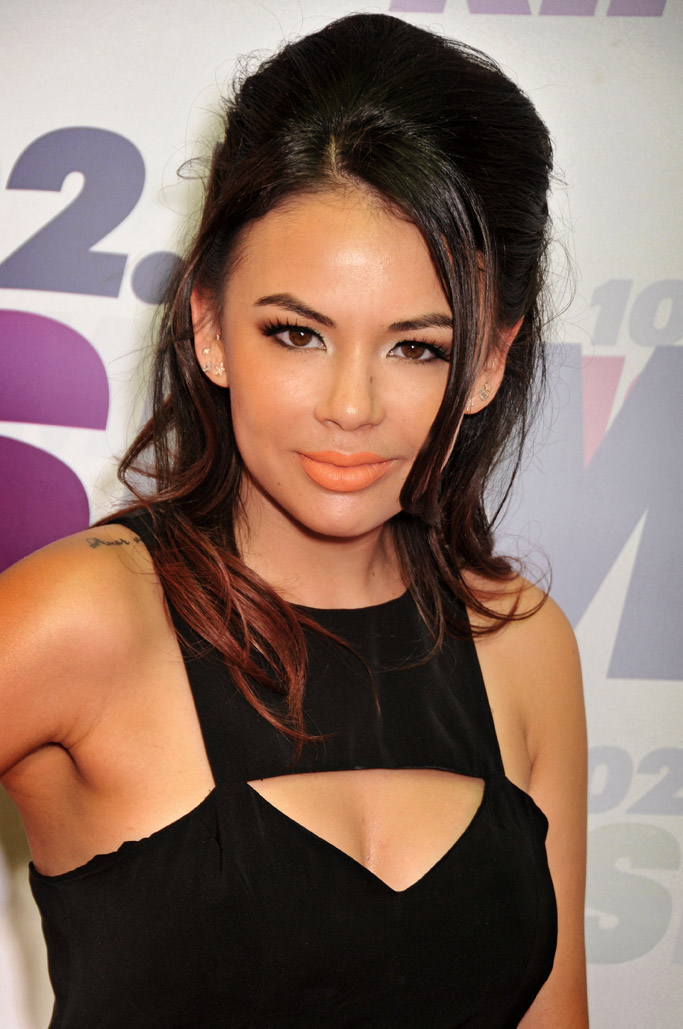
actrice en zangeres Janel Parrish
geboren op 30 oktober

- 3 - Alex Dowsett, Brits wielrenner
- 3 - Béatrice Edwige, Frans handbalster
- 3 - Alicia Vikander, Zweeds actrice
- 5 - Robbie Kruse, Australisch voetballer
- 5 - Meagen Nay, Australisch zwemster
- 5 - Anthony Van Loo, Belgisch voetballer
- 7 - Yvonne Chapman, Canadees actrice
- 7- Diego Costa, Braziliaans-Spaans voetballer
- 7 - Chad La Tourette, Amerikaans zwemmer
- 7 - Charlotte Timmers, Belgisch actrice
- 7 - Sebastiaan Verschuren, Nederlands zwemmer
- 7 - Vanessa West, Amerikaans schaakster
- 9 - Mireia Gutiérrez, Andorrees skiester
- 9 - Blessing Okagbare, Nigeriaans atlete
- 10 - Jodie Devos, Belgisch sopraan en operazangeres (overleden 2024)
- 10 - Hanser García, Cubaans zwemmer
- 10 - Jason Moore, Brits autocoureur
- 11 - Mekonnen Gebremedhin, Ethiopisch atleet
- 11 - Mario Todorović, Kroatisch zwemmer
- 12 - Jules Cluzel, Frans motorcoureur
- 12 - Dmytro Koebrjak, Oekraïens voetbalscheidsrechter
- 13 - Séamus Coleman, Iers voetballer
- 15 - Imane Merga, Ethiopisch atleet
- 15 - Mesut Özil, Duits voetballer
- 16 - Matthijs van de Sande Bakhuyzen, Nederlands acteur
- 17 - Belal Mansoor Ali, Bahreins atleet
- 17 - Luca Cibelli, Zwitsers voetbalscheidsrechter
- 17 - Federico Colbertaldo, Italiaans zwemmer
- 17 - Christina Crawford, Amerikaans worstelaarster
- 17 - Emma Samuelsson, Zweeds schermster
- 18 - Dane Cameron, Amerikaans autocoureur
- 18 - Mads Glæsner, Deens zwemmer
- 18 - Marie-Pier Préfontaine, Canadees alpineskiester
- 18 - Tessa Schram, Nederlands actrice
- 19 - Jalil Anibaba, Amerikaans voetballer
- 19 - Yannick Meyer, Belgisch atleet
- 19 - Sascha Visser, Nederlands acteur en zanger
- 19 - Mink van der Weerden, Nederlands hockeyer
- 20 - Sylvain Barrier, Frans motorcoureur
- 20 - Aimée de Jongh, Nederlands animator, stripauteur en illustratrice
- 20 - Ma Long, Chinees tafeltennisser
- 20 - Francena McCorory, Amerikaans atlete
- 21 - Hope Hicks, Amerikaans communicatie- en PR-adviseur
- 21 - Jonathan Parr, Noors voetballer
- 21 - Daniel Schorn, Oostenrijks wielrenner
- 23 - Nia Ali, Amerikaans atlete
- 23 - Dani Clos, Spaans autocoureur
- 23 - Kerstin Frank, Oostenrijks kunstschaatsster
- 24 - Jeremy Cota, Amerikaans freestyleskiër
- 24 - Emilia Fahlin, Zweeds wielrenster
- 24 - Daniel McKenzie, Brits autocoureur
- 24 - Hideki Yamauchi, Japans autocoureur
- 25 - Daan Bovenberg, Nederlands voetballer
- 27 - Sanne van Paassen, Nederlands wielrenster en veldrijdster
- 28 - Kévin Estre, Frans autocoureur
- 29 - Ryan Cochrane, Canadees zwemmer
- 29 - Nassima Saifi, Algerijns paralympisch atlete
- 30 - Janel Parrish, Amerikaans actrice en singer-songwriter
- 31 - Matthew De Gabriele, Maltees voetbalscheidsrechter

### November
- 1 - Jorén Tromp, Nederlands atleet
- 2 - Julia Görges, Duits tennisster
- 3 - Veli Kavlak, Oostenrijks voetballer
- 4 - Robert Cregan, Iers autocoureur
- 5 - Luiza Gega, Albanees atlete
- 5 - Bailey Jay, Amerikaans pornoactrice
- 5 - Ron Meulenkamp, Nederlands darter
- 5 - Charlotte Timmers, Belgische actrice
- 6 - Emma Stone, Amerikaans actrice
- 8 - Wesley De Kerpel, Belgisch atleet
- 8 - Jessica Lowndes, Canadees actrice en zangeres
- 8 - Matt Braly, Thais-Amerikaans televisieproducent
- 10 - Evans Kiplagat Chebet, Keniaans atleet
- 11 - Hein Otterspeer, Nederlands langebaanschaatser
- 13 - Espen Aarnes Hvammen, Noors schaatser
- 13 - Loes Smeets, Nederlands voetbalster
- 14 - Jeremy Bokila, Congolees-Nederlands voetballer
- 14 - Simon Schempp, Duits biatleet
- 14 - Kenny Steppe, Belgisch voetbaldoelman
- 17 - David Pecceu, Belgisch atleet
- 17 - Queeny Rajkowski, Nederlands politica
- 18 - Elaine Breeden, Amerikaans zwemster
- 18 - Abraham Chepkirwok, Oegandees atleet
- 18 - Larisa Iltsjenko, Russisch zwemster
- 18 - Marie-Josée Ta Lou, Ivoriaans atlete
- 20 - Marie-Laure Brunet, Frans biatlete
- 20 - Roberto Rosales, Venezolaans voetballer
- 20 - Dušan Tadić, Servisch voetballer
- 21 - Sina Candrian, Zwitsers snowboardster
- 21 - Eric Frenzel, Duits noordse combinatieskiër
- 21 - Nikita Lobintsev, Russisch zwemmer
- 22 - Jessica Vall, Spaans zwemster
- 23 - Billy Bakker, Nederlands hockeyer
- 23 - Loes Zanderink, Nederlands zwemster
- 24 - António Nobre, Portugees voetbalscheidsrechter
- 24 - Dorian van Rijsselberghe, Nederlands windsurfer
- 25 - Lalonde Gordon, atleet uit Trinidad en Tobago
- 25 - Nodar Koemaritasjvili, Georgisch rodelaar (overleden 2010)
- 27 - Noémie Merlant, Frans actrice en regisseur
- 28 - Sunday Mba, Nigeriaans voetballer
- 28 - Florencia Molinero, Argentijns tennisster
- 29 - Marco Belotti, Italiaans zwemmer
- 29 - Abby Bishop, Australisch basketbalspeelster
- 29 - Adam Klein, Amerikaans zwemmer

### December
- 1 - Erwin Blank, Nederlands voetbalscheidsrechter
- 1 - Zoë Kravitz, Amerikaans actrice
- 1 - Matts Olsson, Zweeds alpineskiër
- 2 - Rosie Brennan, Amerikaans freestyleskiester
- 2 - Antti Buri, Fins autocoureur
- 2 - Alfred Enoch, Brits acteur
- 2 - Arnaud Ghislain, Belgisch atleet
- 3 - Michiel Kramer, Nederlands voetballer
- 5 - Ross Bagley, Amerikaans acteur
- 5 - Joanna Rowsell, Brits baanwielrenster
- 5 - Manuel Schmiedebach, Duits voetballer
- 5 - Tsukasa Shiotani, Japans voetballer
- 5 - Miralem Sulejmani, Servisch voetballer
- 6 - Johan Kristoffersson, Zweeds autocoureur
- 6 - Michal Prášek, Tsjechisch motorcoureur
- 7 - Nathan Adrian, Amerikaans zwemmer
- 7 - Laurent Depoitre, Belgisch voetballer
- 8 - Hersony Canelón, Venezolaans baanwielrenner
- 8 - Nil Montserrat, Spaans autocoureur
- 8 - Veronika Vítková, Tsjechisch biatlete
- 9 - Suleiman Kangangi, Keniaans wielrenner (overleden 2022)
- 9 - Ji Liping, Chinees zwemster
- 10 - Wilfried Bony, Ivoriaans voetballer
- 10 - Mitchell Donald, Nederlands voetballer
- 10 - Jon Lancaster, Brits autocoureur
- 10 - Neven Subotić, Servisch voetballer
- 13 - Bai Xue, Chinees atlete
- 13 - Mariska Parewyck, Belgisch atlete
- 14 - Vanessa Hudgens, Amerikaans actrice, zangeres en model
- 14 - Roberto Nani, Italiaans alpineskiër
- 14 - Anna-Maria Zimmermann, Duits schlagerzangeres
- 16 - Paul Bennett, Brits roeier
- 16 - Mats Hummels, Duits voetballer
- 16 - Melvin Platje, Nederlands voetballer
- 16 - Anna Popplewell, Brits actrice
- 17 - Filip Kasalica, Montenegrijns voetballer
- 17 - David Rudisha, Keniaans atleet
- 17 - Jin Sun-yu, Koreaans shorttrackster
- 18 - Hazel O'Sullivan, Iers model
- 18 - Brianne Theisen-Eaton, Canadees atlete
- 19 - Alexis Sánchez, Chileens voetballer
- 20 - Denise Herrmann, Duits langlaufster
- 21 - Anneloes Kock, Nederlands voetbalster
- 22 - King Gyan Osei, Ghanees voetballer
- 23 - Samira Atillah, Belgisch journaliste en activiste
- 23 - Claartje Janse, Nederlands actrice
- 23 - Julia Murray, Canadees freestyleskiester
- 24 - Tommy Stroot, Duits voetbaltrainer
- 25 - Ayodele Adeleye, Nigeriaans voetballer
- 25 - Michael Blum, Duits voetballer
- 25 - Kajsa Kling, Zweedse alpineskiester
- 25 - Marco Mengoni, Italiaans zanger
- 27 - Tim Grohmann, Duits roeier
- 27 - Hayley Williams, Amerikaans zangeres (Paramore)
- 29 - Tori Anderson, Canadees actrice
- 29 - Josef Ferstl, Duits alpineskiër
- 30 - Erik Johansson, Zweeds voetballer

### Datum onbekend
- Heleen Debruyne, Belgische auteur, columniste, feministe en radiopresentatrice
- Maria Fiselier, Nederlands operazangeres
- Anna van 't Hek, Nederlands documentairemaakster
- Bregje Hofstede, Nederlands columniste en schrijfster
- Maarten Inghels, Vlaams dichter en schrijver
- Rabi Koria, Syrisch-Nederlands beeldend kunstenaar (overleden 2022)
- Devika Partiman, Nederlands sociaal activiste
- Lize Spit, Belgisch schrijfster

## Weerextremen in België
- 8 februari: Tornado veroorzaakt schade tussen Gistel en Bredene, nabij Oostende.
- 8 maart: 1,05 meter sneeuw in Botrange (Waimes).
- maart: Maart met hoogste neerslagtotaal van 20ste eeuw: de maand maart bedraagt 138,1 mm (normaal: 61,3 mm).
- maart: Maart met laagste zonneschijnduur: 62 uur (normaal 140 uur).
- 7 mei: Op verschillende plaatsen valt er, vermengd met de regen, zand uit de Sahara op Belgische bodem.
- 26 mei: Neerslagtotaal Vlijtingen (Riemst): 90 mm.
- 23 juli: Tornado in de streek tussen Tongeren en Maasmechelen.
- 20 november: 14 cm sneeuw in Saint-Hubert.
- 22 november: Minimumtemperatuur: –15,3 °C in Elsenborn (Bütgenbach).

Bron: KMI Gegevens Ukkel 1901-2003 met aanvullingen 